# Londres
Londres (em inglês:  London, AFI: [ˈlʌndən]) é a capital da Inglaterra e do Reino Unido. Por dois milénios, foi um grande povoado e sua história remonta à sua fundação pelos romanos, quando foi nomeada Londínio. O centro de Londres, a antiga City of London, também conhecida como The Square Mile ("a milha quadrada") ou The City, mantém as suas fronteiras medievais. Pelo menos desde o século XIX, o nome "Londres" refere-se à metrópole desenvolvida em torno desse núcleo. Hoje, a maior parte dessa conurbação constitui a região da Grande Londres, cuja área administrativa tem seu próprio prefeito eleito e assembleia. A cidade abriga a sede da Comunidade das Nações.
Londres é uma importante cidade global (ao lado de Nova Iorque, Tóquio e Paris) e é um dos maiores, mais importantes e influentes centros financeiros do mundo. O centro de Londres abriga a sede de mais da metade das 100 melhores companhias do Reino Unido (o índice FTSE 100) e mais de 100 das 500 maiores da Europa. Londres possui forte influência na política, finanças, educação, entretenimento, mídia, moda, artes e cultura em geral, o que contribui para a sua posição global. É um importante destino turístico para visitantes nacionais e estrangeiros. Londres sediou os Jogos Olímpicos de Verão de 1908, 1948 e 2012.
Londres tem uma gama diversa de povos, culturas e religiões e mais de 300 idiomas são falados em seu território. Em julho de 2007, a população oficial era de 7 556 900 habitantes dentro dos limites de Londres. Sua área urbana (a segunda maior da UE) tem uma população de 8 278 251 habitantes, enquanto a região metropolitana (a maior da UE) tem uma população total (rural e urbana) estimada entre 12 milhões e 14 milhões de habitantes. O Metropolitano de Londres, administrado pela Transport for London, é a mais extensa rede ferroviária subterrânea do mundo, o Aeroporto de Londres Heathrow é o aeroporto mais movimentado do mundo em número de passageiros internacionais e o espaço aéreo da cidade é o mais movimentado do que qualquer outro centro urbano do mundo.
A cidade possui quatro Patrimônios Mundiais: a Torre de Londres; os Reais Jardins Botânicos de Kew; o local que compreende o Palácio de Westminster, a Abadia de Westminster e a Igreja de Santa Margarida; e o local histórico de Greenwich (onde o Observatório Real de Greenwich marca o meridiano primário, 0° longitude e GMT). Outros marcos famosos incluem o Palácio de Buckingham, a London Eye, Piccadilly Circus, a Catedral de São Paulo, a Tower Bridge, a Trafalgar Square e o The Shard. Londres é a sede de inúmeros museus, galerias, bibliotecas e outras instituições culturais, como o Museu Britânico, a National Gallery, Tate Modern e a Biblioteca Britânica. O Metropolitano de Londres é a mais antiga rede ferroviária subterrânea do mundo.

## Etimologia
A etimologia de Londres é incerta. O termo é antigo, pode ser encontrado em fontes do século II. Em 121, a cidade foi registrada como Londinium (Londínio), o que aponta para a sua origem romano-britânica. A primeira tentativa de explicação (agora desconsiderada) para o surgimento do nome da cidade é atribuída a Godofredo de Monmouth em sua obra Historia Regum Britanniae. Monmouth afirma que o nome se originou a partir do hipotético Rei Lud, que havia sido levado para a cidade e a nomeou de Kaerlud.
Em 1898, era comumente aceito que o nome era de origem celta e que significa lugar pertencente a um homem chamado * Londinos; esta explicação já foi rejeitada. Richard Coates apresenta uma outra explicação em 1998, dizendo que a palavra Londres é derivada do termo do antigo europeu pré-céltico *(p)lowonida, ou rio muito largo para vadear, e sugeriu que este era um nome dado para a parte do rio Tâmisa que atravessa Londres; a partir deste termo, o assentamento ganhou a forma céltica de seu nome, * Lowonidonjon; no entanto, isso requer uma alteração bastante complexa. A dificuldade reside em conciliar a forma latina Londinium com a forma em galês moderno Llundain, que deveria exigir a forma *(h)lōndinion (em oposição a *londīnion), a partir de *loundiniom. Até 1889, o nome "Londres" foi oficialmente aplicado apenas para a cidade de Londres, mas, desde então, também se referiu ao Condado de Londres e, agora, à Grande Londres.

## História

### Pré-história e antiguidade

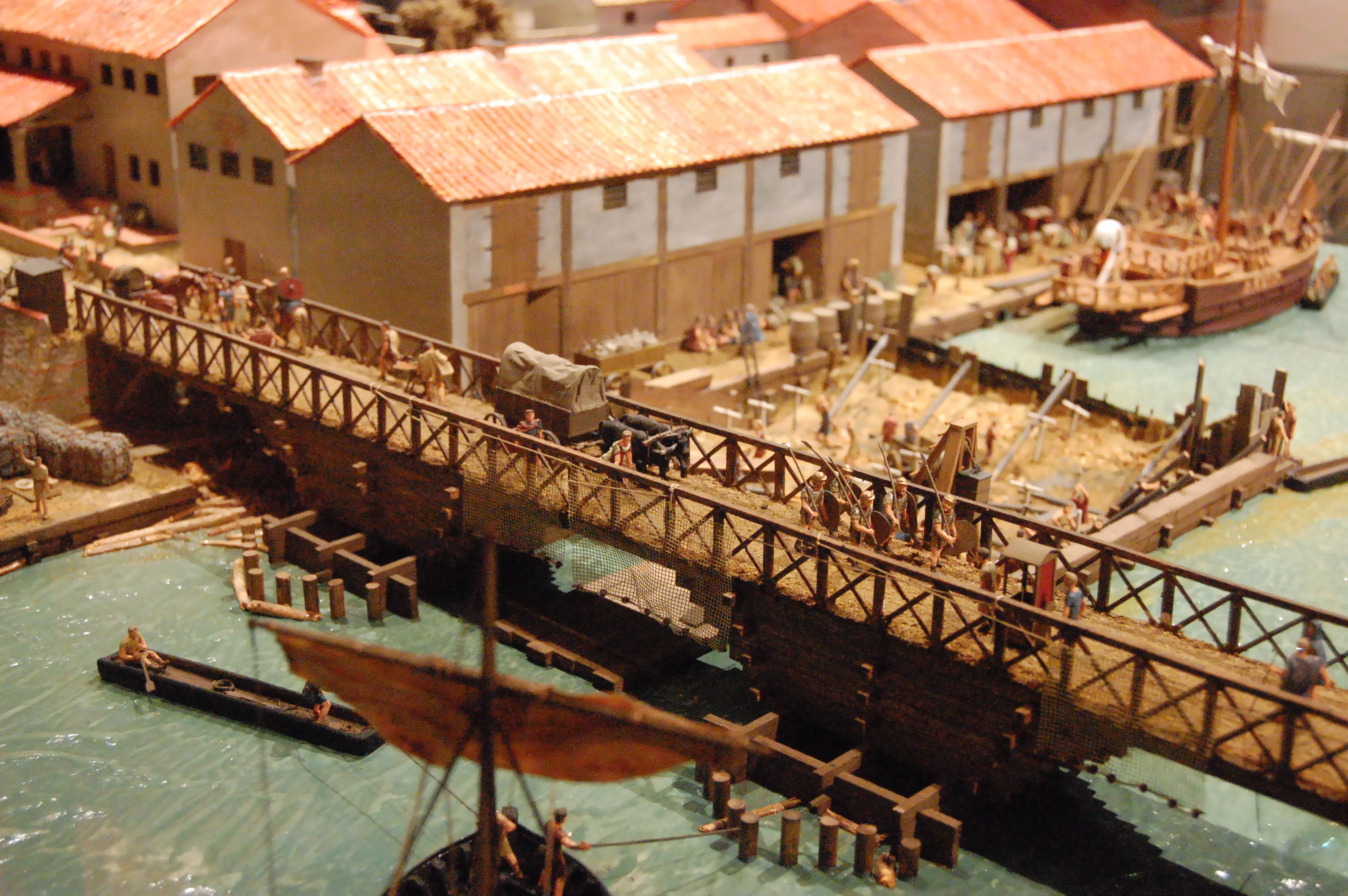
Modelo de Londínio entre 85 e 90, em exibição no Museu de Londres, mostrando a primeira ponte construída sobre o Tâmisa

Duas descobertas recentes indicam prováveis assentamentos muito antigos próximos ao Tâmisa, na área de Londres. Em 1999, os restos de uma ponte da Idade do Bronze foram encontrados na área costeira ao norte da Vauxhall Bridge. Esta ponte ou cruzava o rio Tâmisa, ou era ligada a uma ilha (perdida) no rio. Técnicas de dendrologia dataram as madeiras ao ano de 1 500 a.C.. Em 2010, as bases de uma grande estrutura de madeira, datada de 4 500 a.C., foram encontradas na área costeira do Tâmisa, ao sul de Vauxhall Bridge. A função dessa estrutura mesolítica ainda não é conhecida. Ambas as estruturas estão em South Bank, em um ponto de cruzamento natural, onde o rio Effra deságua no rio Tâmisa.
Embora não haja evidências de assentamentos britânicos dispersos na área, a cidade começou quando foi fundada por volta de 43 com o nome de Londínio, no tempo em que as tropas do exército romano lideradas pelo imperador Cláudio tomaram posse da Inglaterra. Os romanos utilizaram materiais de construção da época para a realização das obras de um porto fluvial na margem norte do rio Tâmisa, que ainda não o era como de hoje. Na verdade, os romanos apontaram esse lugar como propício para a sua construção porque nas margens do rio, a leste desse ponto estratégico, existiam muitas áreas pantanosas. O porto recebeu dos romanos o nome de Londínio, que na língua inglesa quer dizer London e na língua portuguesa pode ser traduzido como Londres.

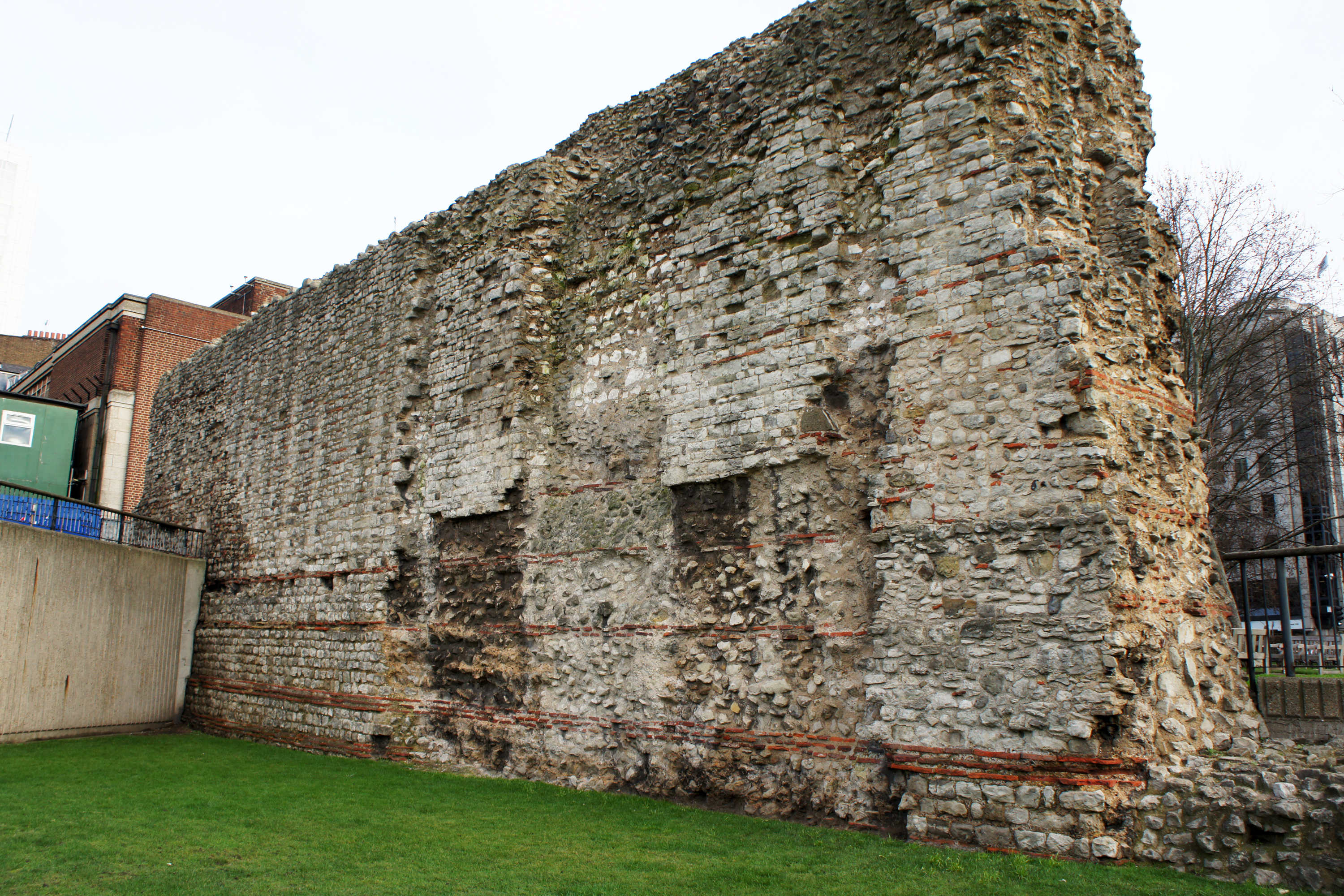
Um fragmento da antiga Muralha de Londres

Esta fase durou cerca de 25 anos até a pilhagem pelos icenos, tribo celta, liderada pela rainha Boadiceia. Londres foi reconstruída, possibilitando um rápido desenvolvimento nos anos seguintes. Acredita-se que se tenha tornado a capital da Britânia no século II, substituindo a antiga capital, Colchester. Nas primeiras décadas do século III, os soldados romanos serviram como pedreiros nas obras do então chamado Muro de Londres ao redor da cidade, cujo objetivo era uma solução para evitar que a área urbana da época fosse destruída. O Muro de Londres, propriamente dito, e as muralhas posteriores serviram como limites da atual capital do Reino Unido há séculos.
Em 410, ocorreu a invasão bárbara em Roma. Naquela época, os soldados da província romana da Britânia foram confiados pela segunda vez para expulsar os invasores, mas nada adiantou. Sua população de aproximadamente 45 000 a 60 000 habitantes acabou diminuindo em virtude do domínio bárbaro. De acordo com os historiadores, o ano de 410 é a data que marca a época em que a Inglaterra deixou de ser governada pelos romanos e passou a ser entregue aos bárbaros. Os ingleses nascidos na própria Inglaterra, que já se transferiram com suas bagagens para Londres, firmaram como sua verdadeira morada e fizeram com que a povoação continuasse sendo um centro comercial. Pouca coisa sobreviveu da Londres romana, menos porções do que era antigamente o Muro de Londres e ruínas de algumas escassas obras da arquitetura romana.

### Idade Média

Mapa de Londres em 1300

Com o colapso do domínio romano no início do século V, Londres deixou de ser uma capital e a cidade murada de Londínio foi efetivamente abandonada embora a civilização romana tenha se mantido na área de St Martin-in-the-Fields até por volta de 450. Por volta do ano 500, um assentamento anglo-saxão conhecido como Lundenwic desenvolveu-se na mesma área, um pouco a oeste da antiga cidade romana. Em 680, a área tinha sido reavivada o suficiente para tornar-se um importante porto, embora haja pouca evidência de produção em larga escala de produtos. Na década de 820, a cidade entrou em declínio por causa de repetidos ataques de viquingues e a Crônica Anglo-Saxônica registra que o povoamento só foi "refundado" em 886, por Alfredo, o Grande. Pesquisas arqueológicas mostram que esse "ressurgimento" envolveu o abandono de Lundenwic e o renascimento da vida e do comércio dentro das antigas muralhas romanas. Londres então cresceu lentamente até cerca de 950, depois que a atividade humana na área aumentou dramaticamente.
No século XI, Londres era a maior cidade de toda a Inglaterra. A Abadia de Westminster, reconstruída em estilo românico pelo rei Eduardo, o Confessor, era uma das mais grandiosos igrejas da Europa. A cidade de Winchester tinha sido anteriormente a capital da Inglaterra anglo-saxã, mas a partir deste momento em diante, Londres tornou-se o principal fórum para os comerciantes estrangeiros e a base para a defesa da nação em tempos de guerra. Na visão de Frank Stenton: "Ela tinha os recursos e foi desenvolvendo rapidamente a dignidade e a autoconsciência política apropriada para uma capital nacional".

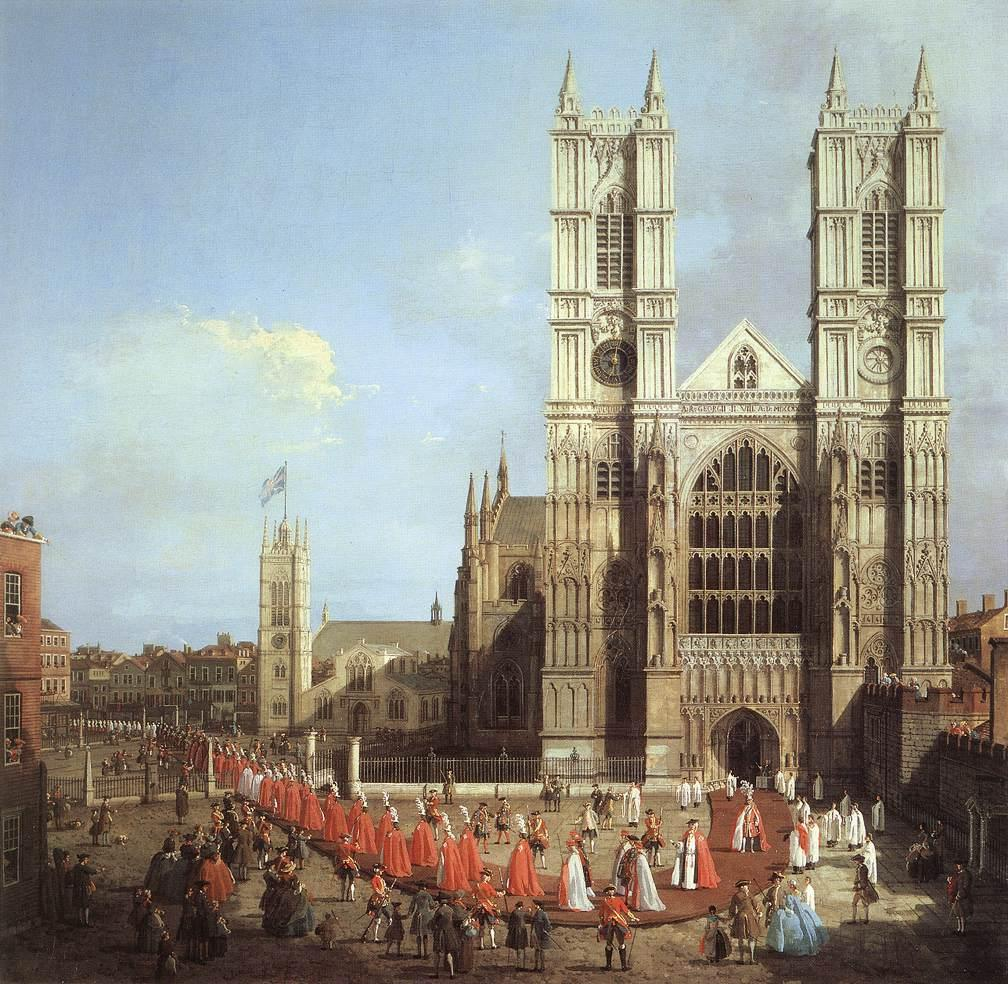
Abadia de Westminster, que começou a ser construída por ordem do rei anglo-saxão Eduardo o Confessor

Depois de sua vitória na Batalha de Hastings, Guilherme I foi coroado rei da Inglaterra na Abadia de Westminster, recém-inaugurada no Natal de 1066. Guilherme I construiu a Torre de Londres, o primeiro dos muitos castelos normandos na Inglaterra de ser reconstruído em pedra, na parte sudeste da cidade, para intimidar os habitantes nativos. Em 1097, Guilherme II começou a construção do Westminster Hall, perto da abadia homônima, que se tornou a base do novo Palácio de Westminster.
Durante o século XII, as instituições do governo central, que até então tinham acompanhado a corte real inglesa enquanto se movia ao redor do país, cresceram em tamanho e sofisticação, tornando-se cada vez mais fixas em um só lugar. Na maioria dos casos essas instituições foram agrupadas em Westminster, embora o tesouro real tenha sido movido para a Torre. Enquanto a City of Westminster desenvolvia-se como uma verdadeira capital em termos de governo, a sua distinta vizinha, a cidade de Londres, manteve-se como a maior cidade da Inglaterra, seu principal centro comercial e floresceu sob sua própria administração, a Corporação de Londres. No ano de 1100, a população da cidade era de cerca de 18 mil habitantes; em 1300 tinha crescido para cerca de 100 mil pessoas. No entanto, um desastre abateu a cidade durante a Peste Negra, em meados do século XIV, quando Londres perdeu quase um terço de sua população. A cidade também foi o foco da revolta camponesa de 1381.

### Era moderna

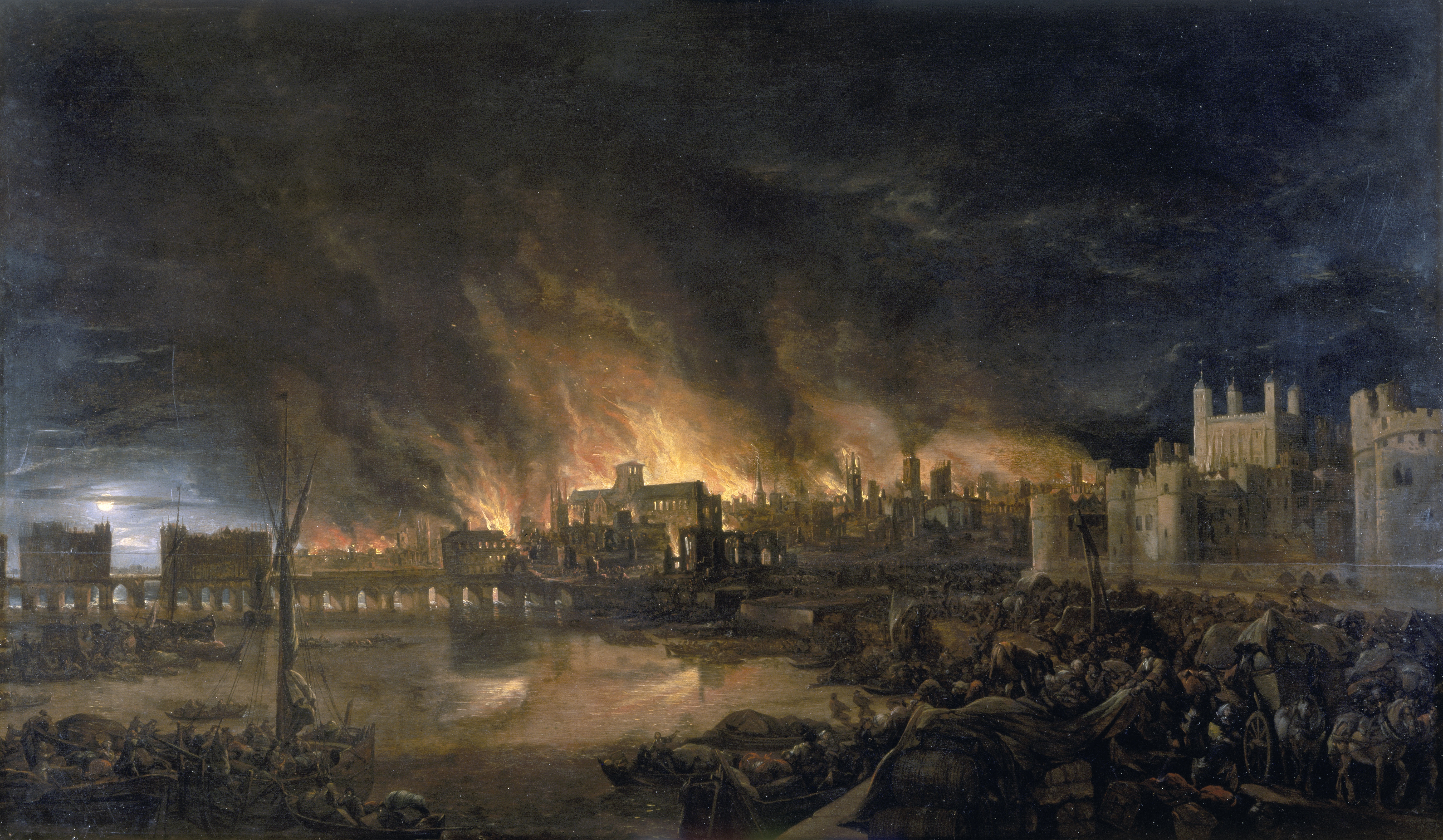
O Grande Incêndio de Londres destruiu muitas partes da cidade em 1666

Durante o período Tudor, a Reforma Inglesa produziu uma mudança gradual para o protestantismo, sendo que grande parte de Londres passou das mãos da igreja para a propriedade privada. O comércio de lã não saiu de Londres para as praias vizinhas dos Países Baixos, onde era considerado indispensável. Mas os tentáculos do comércio marítimo inglês dificilmente se estendiam para além dos mares do noroeste da Europa. A rota comercial para a Itália e para o Mar Mediterrâneo normalmente era feita através da Antuérpia e dos Alpes; quaisquer navios que atravessavam o Estreito de Gibraltar com destino ou partindo da Inglaterra eram provavelmente italianos ou ragusanos. Após a reabertura dos Países Baixos para o comércio marítimo inglês em janeiro de 1565, imediatamente seguiu-se uma forte explosão da atividade comercial. A Royal Exchange foi fundada. O mercantilismo cresceu e monopólios comerciais, como a Companhia das Índias Orientais, foram estabelecidos, com o comércio em expansão no Novo Mundo. Londres tornou-se o principal porto do Mar do Norte e recebeu migrantes da própria Inglaterra e do exterior. A população aumentou de uma estimativa de 50 mil habitantes em 1530 para cerca de 225 mil pessoas em 1605.
No século XVI, William Shakespeare e seus contemporâneos viveram em Londres em um momento de hostilidade para o desenvolvimento do teatro. No final do período Tudor, em 1603, Londres ainda era muito compacta. Houve uma tentativa de assassinato contra Jaime VI & I, em Westminster, através da Conspiração da Pólvora, em 5 de novembro de 1605. Londres foi atormentada por uma doença no início do século XVII, culminando com a Grande Peste de 1665–1666, que matou cerca de 100 mil pessoas, ou um quinto da população da cidade na época.

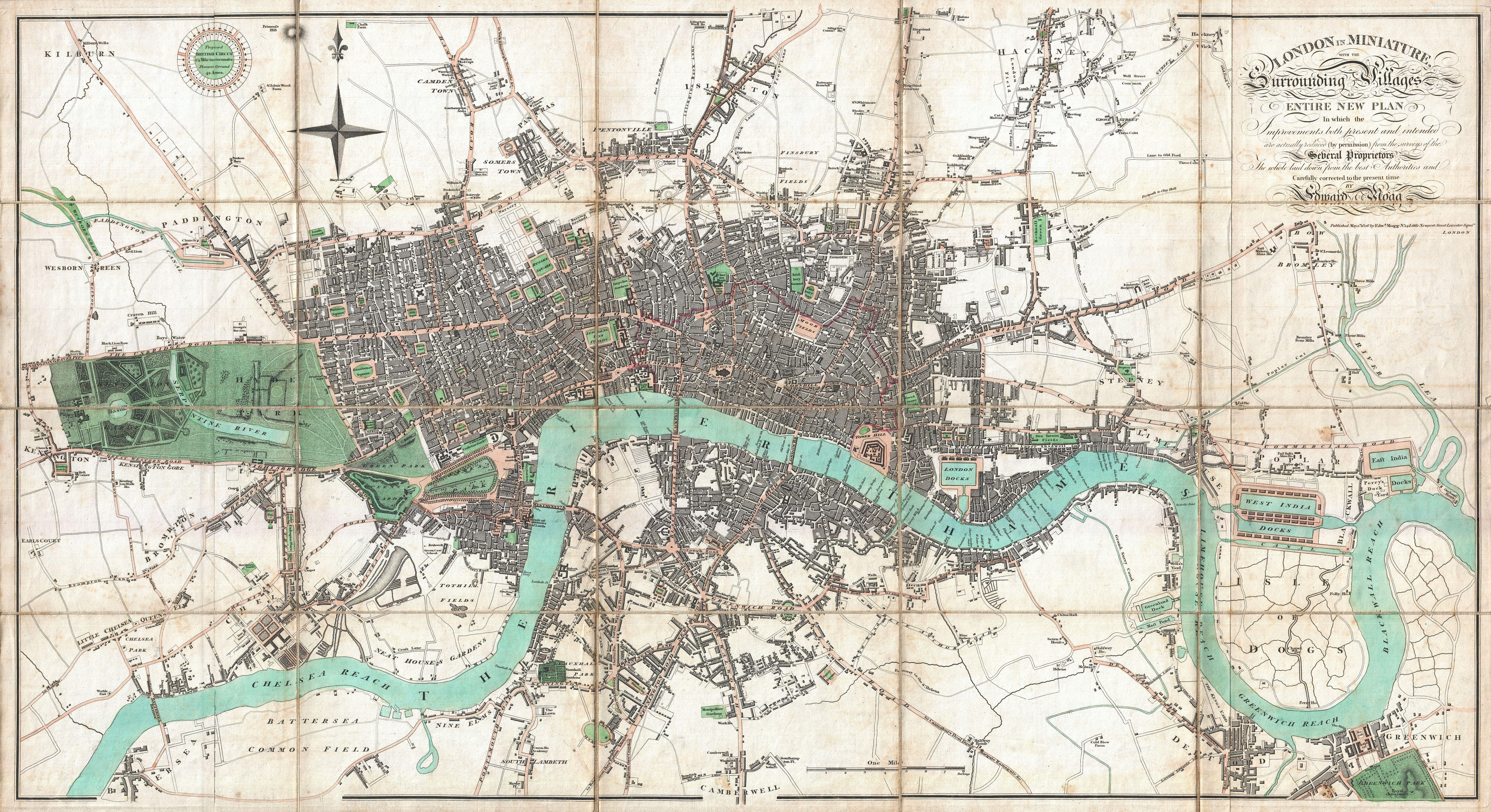
Mapa de Londres em 1806

O Grande Incêndio de Londres começou em 1666 em Pudding Lane e rapidamente varreu as construções de madeira da cidade. A reconstrução levou mais de dez anos e foi supervisionado por Robert Hooke. Em 1708, a obra-prima de Christopher Wren, a Catedral de São Paulo, foi concluída. Durante a era georgiana novos distritos, como Mayfair, foram formados no oeste e novas pontes sobre o rio Tâmisa incentivaram o desenvolvimento no sul de Londres. No leste, o porto de Londres se expandia.
Jorge III ascendeu ao trono em 1760 e ficou no poder ao longo dos próximos 60 anos. Durante o século XVIII, Londres estava infestada por crimes e os Bow Street Runners foram estabelecidos em 1750 como uma força policial profissional. No total, mais de 200 crimes eram punidos com a morte e até mulheres e crianças foram enforcados por pequenos furtos. Mais de 74% das crianças nascidas em Londres morria antes de completar cinco anos de idade. Os cafés tornaram-se um local popular para debater ideias, com o crescimento da alfabetização e do desenvolvimento da imprensa, que tornou as notícias amplamente disponíveis; Fleet Street se tornou o centro da imprensa britânica.
De acordo com Samuel Johnson:
| “ | Não há nenhum homem, entre os intelectuais, que esteja disposto a deixar Londres. Não, senhor, quando um homem está cansado de Londres, ele está cansado da vida; por isso há em Londres tudo o que a vida pode oferecer. | ” |

### Era contemporânea

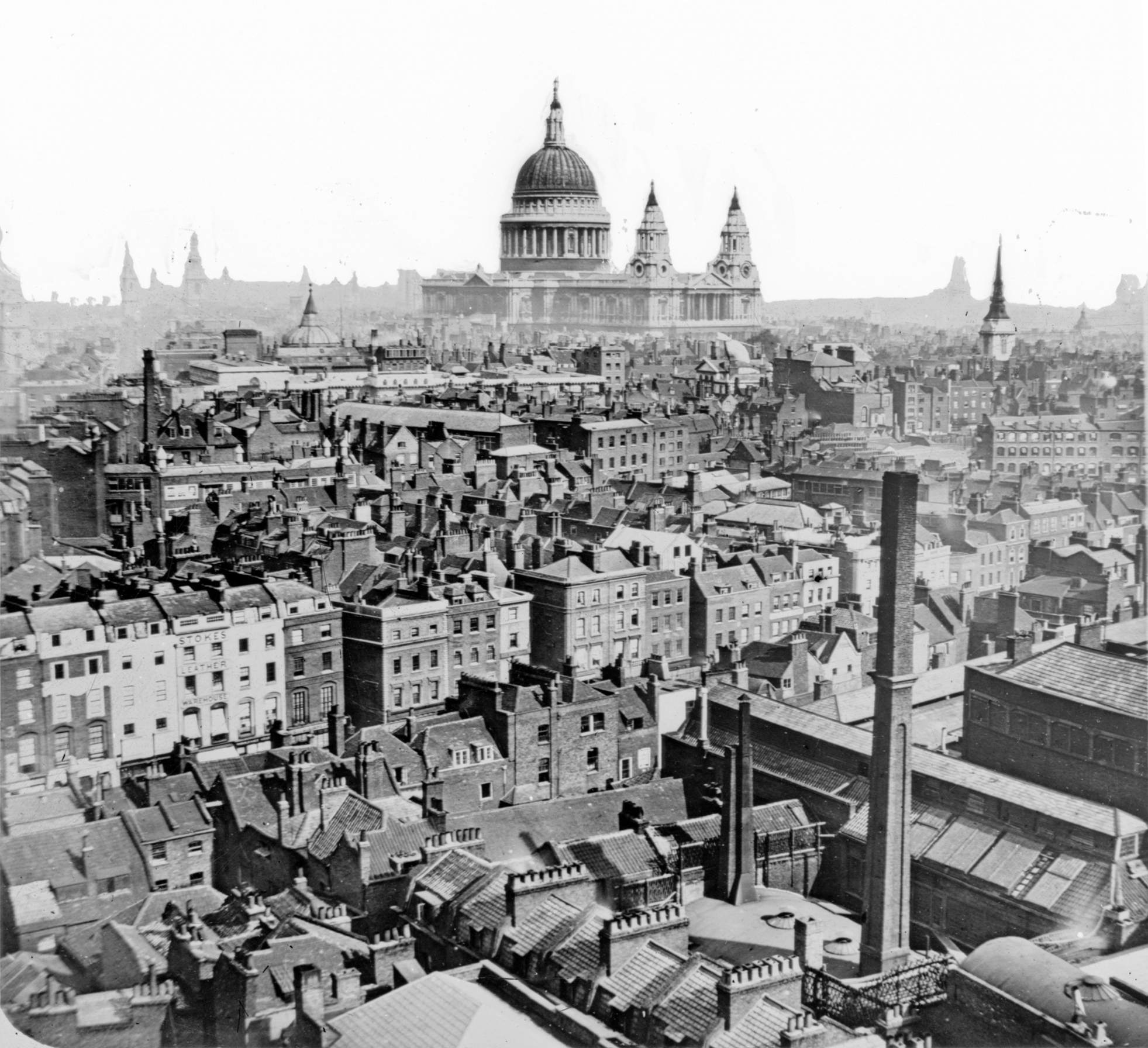
Vista de Londres e da Catedral de São Paulo em 1865

Londres foi a maior cidade do mundo entre 1831 e 1925. No entanto, a superpopulação da cidade levou a epidemias de cólera, que mataram mais de 14 mil pessoas em 1848 e cerca de seis mil em 1866. O crescente congestionamento do tráfego levou à criação da primeira rede ferroviária urbana do mundo. O Metropolitan Board of Works supervisionou a expansão da infraestrutura da capital e de alguns dos municípios vizinhos, mas que foram abolidos em 1889, quando o Conselho do Condado de Londres foi criado a partir dessas áreas urbanas no entorno da capital inglesa. Londres foi bombardeada pelo Império Alemão durante a Primeira Guerra Mundial, enquanto durante a Segunda Guerra Mundial, a Blitz e outros bombardeios pela Luftwaffe da Alemanha nazista mataram mais de 30 mil londrinos e destruiu grandes áreas e edifícios por toda a cidade. Imediatamente após a guerra, os Jogos Olímpicos de Verão de 1948 foram realizadas no Estádio Wembley original, em um momento em que Londres mal havia se recuperado do conflito.
Em 1951, o Festival da Grã-Bretanha foi realizada na margem sul. O Grande Nevoeiro de 1952 levou ao Clean Air Act de 1956, que terminou aos nevoeiros de poluição pelos quais Londres era conhecida. A partir da década de 1940, a cidade tornou-se o lar de um grande número de imigrantes, principalmente de países da Commonwealth, como Jamaica, Índia, Bangladesh e Paquistão, tornando Londres uma das mais cosmopolitas cidades da Europa.

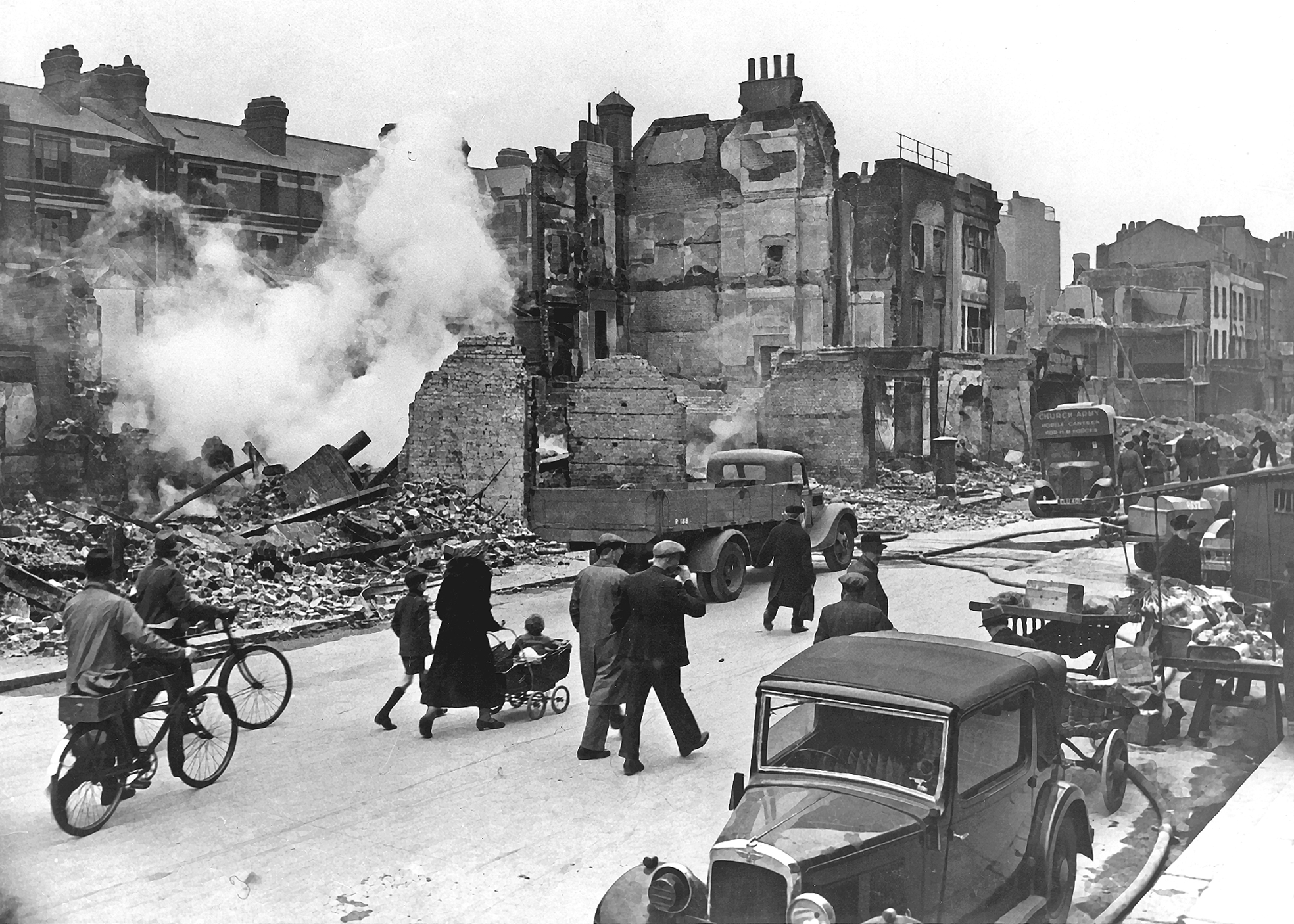
Rua de Londres em ruínas após bombardeio promovido pela Alemanha nazista, durante a Segunda Guerra Mundial

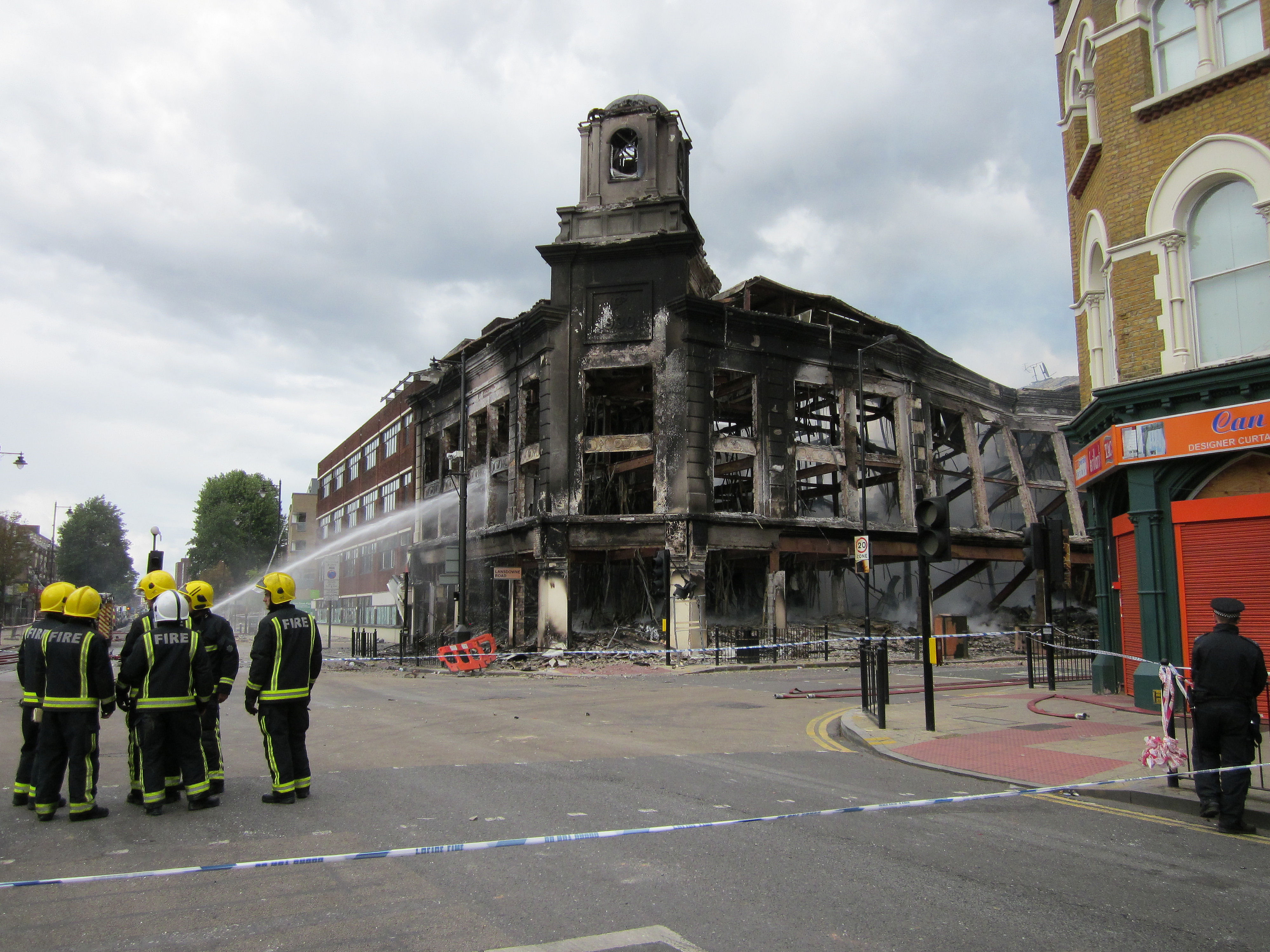
Bombeiros controlando incêndio em edifício de Tottenham, Norte de Londres, durante os tumultos de 2011

Principalmente a partir de meados da década de 1960, Londres tornou-se um centro para a cultura jovem mundial, exemplificada pela subcultura Swinging London, associada a King's Road, Chelsea e Carnaby Street. Esse papel de polo cultural foi revivido durante a era punk. Em 1965, os limites políticos de Londres foram expandidos para levar em conta o crescimento de sua enorme área urbana e o novo Conselho da Grande Londres foi criado. Durante os distúrbios na Irlanda do Norte conhecidos como The Troubles, a cidade sofreu a ataques com bombas promovidos pelo Exército Republicano Irlandês (IRA). A desigualdade racial foi destacada pelo motim de Brixton em 1981.
A população da Grande Londres diminuiu de forma constante nas décadas após a Segunda Guerra Mundial, a partir de um pico estimado de 8,6 milhões em 1939 para cerca de 6,8 milhões em 1980. Os principais portos de Londres mudaram-se para Felixstowe e Tilbury, o que tornou a área das Docas de Londres um foco para a regeneração com o desenvolvimento de centro financeiro de Canary Wharf, o que foi consolidado com o papel cada vez maior de Londres como um centro financeiro internacional durante a década de 1980.
A Barreira do Tâmisa foi concluída na década de 1980 para proteger Londres contra as marés do mar do Norte. O Conselho da Grande Londres foi abolido em 1986, que tornou Londres uma das únicas grandes metrópoles do mundo, sem uma administração central. Em 2000, o governo em toda a Londres foi restaurado com a criação da Autoridade da Grande Londres. Para comemorar o início do século XXI, o Domo do Milênio, a London Eye e a Millennium Bridge foram construídas.
Ao longo da década de 2000, a cidade sofreu dois ataques terroristas — um em julho de 2005 e outro em junho de 2007 — efetuados por fundamentalistas islâmicos. Em agosto de 2011, uma série de tumultos e saques tomaram conta da cidade (e depois de toda a Inglaterra) por conta da morte de Mark Duggan, que foi assassinado por policiais. Em 6 de julho 2005, Londres foi escolhida como sede dos Jogos Olímpicos de Verão de 2012, tornando-se a primeira cidade a sediar os Jogos Olímpicos por três vezes.

## Geografia

### Extensão

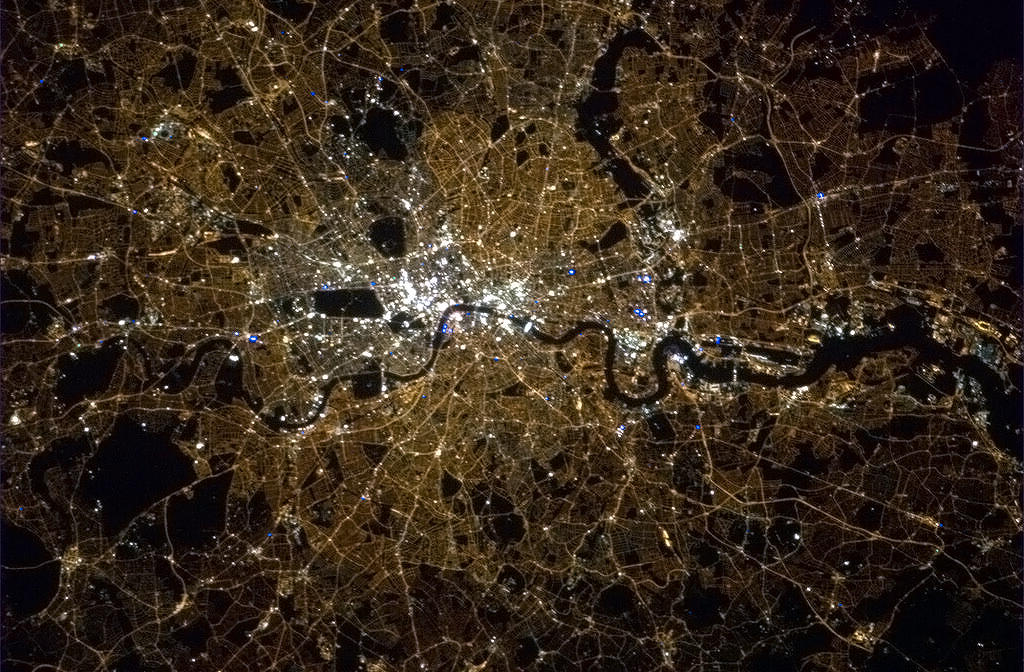
Imagem de satélite da enorme área urbana da cidade de Londres à noite

A Grande Londres é a subdivisão administrativa superior que abrange toda a cidade. Quarenta por cento da Grande Londres é coberta pelo distrito postal de Londres. O código de área do telefone de Londres (020) cobre uma área maior, semelhante em tamanho da Grande Londres, embora algumas zonas exteriores sejam omitidas e em alguns lugares exteriores estejam inclusos. A área contida dentro do anel formado pela rodovia M25 é geralmente conhecida como "Londres".
A expansão da cidade agora é impedida pelo Cinturão Verde Metropolitano, embora a área urbana se estenda além desse limite em alguns lugares, o que faz com que a área urbana da Grande Londres seja definida separadamente. Além disso, há a vasta Área Metropolitana de Londres. A Grande Londres é dividida para alguns propósitos entre Londres interior e exterior. A cidade é dividida pelo rio Tâmisa de norte a sul. As coordenadas do centro original de Londres, tradicionalmente considerado entre as Cruzes de Eleanor, a Charing Cross, próxima a junção da Trafalgar Square e de Whitehall, são 51° 30′ 26″ N, 0° 07′ 39″ O.

### Topografia

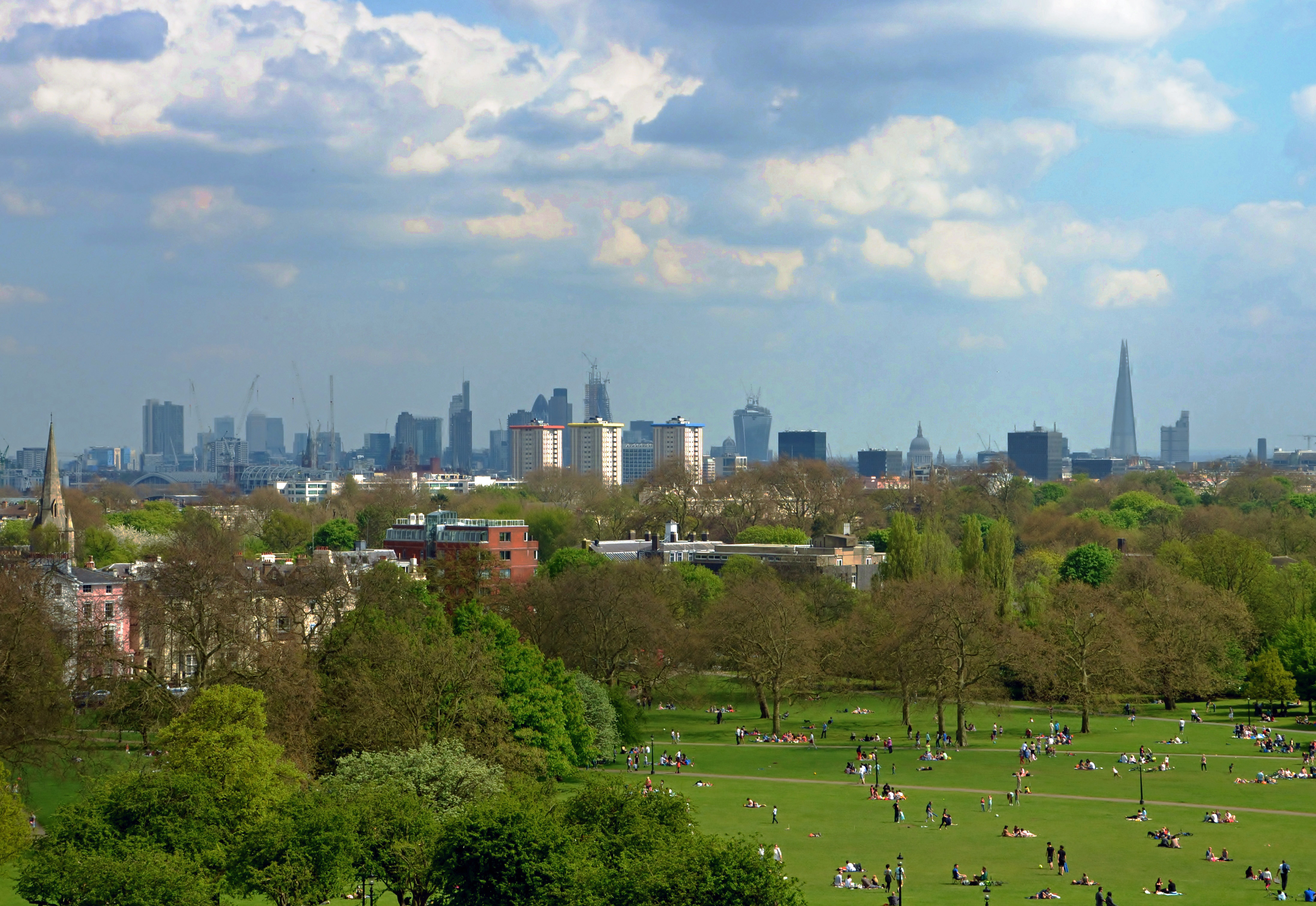
Londres a partir de Primrose Hill

A Grande Londres ocupa uma área de 1 583 km2, continha uma população de 7 172 036 de habitantes em 2001 e uma densidade populacional de 4 542 hab./km2. A área maior, conhecida como Região Metropolitana de Londres, cobre uma área de 8 382 km2 (3 236 mi2), tem uma população de 12 653 500 e uma densidade populacional de 1 510 hab./km2. A Londres moderna se estende pelo Tâmisa, sua característica geográfica primária, um rio navegável que atravessa a cidade de sudoeste a leste. O Vale do Tamisa é uma planície de inundação cercada por colinas suaves, como Parliament Hill, Addington Hills e Primrose Hill. O Tâmisa já foi um rio raso muito mais amplo, com extensos pântanos; na maré alta, suas costas atingiam cinco vezes a sua largura atual.
Desde a era vitoriana, o Tâmisa tem sido extensivamente aterrado e muitos de seus afluentes agora correm no subsolo. O Tâmisa é um rio de maré, o que faz de Londres uma cidade vulnerável a inundações. A ameaça tem aumentado ao longo do tempo por causa de um aumento lento, mas contínuo, no nível da água na cidade, elevado pela leve 'inclinação' da Grã-Bretanha (do norte ao sul), causada por ajustes pós-glaciais.
Em 1974, iniciou-se a construção da Barreira do Tâmisa em Woolwich, para lidar com a ameaça de inundação. A construção durou uma década e a barreira foi projetada para funcionar até aproximadamente 2070, mas conceitos para o seu futuro alargamento ou redesenho já estão sendo discutidos.

### Parques e jardins

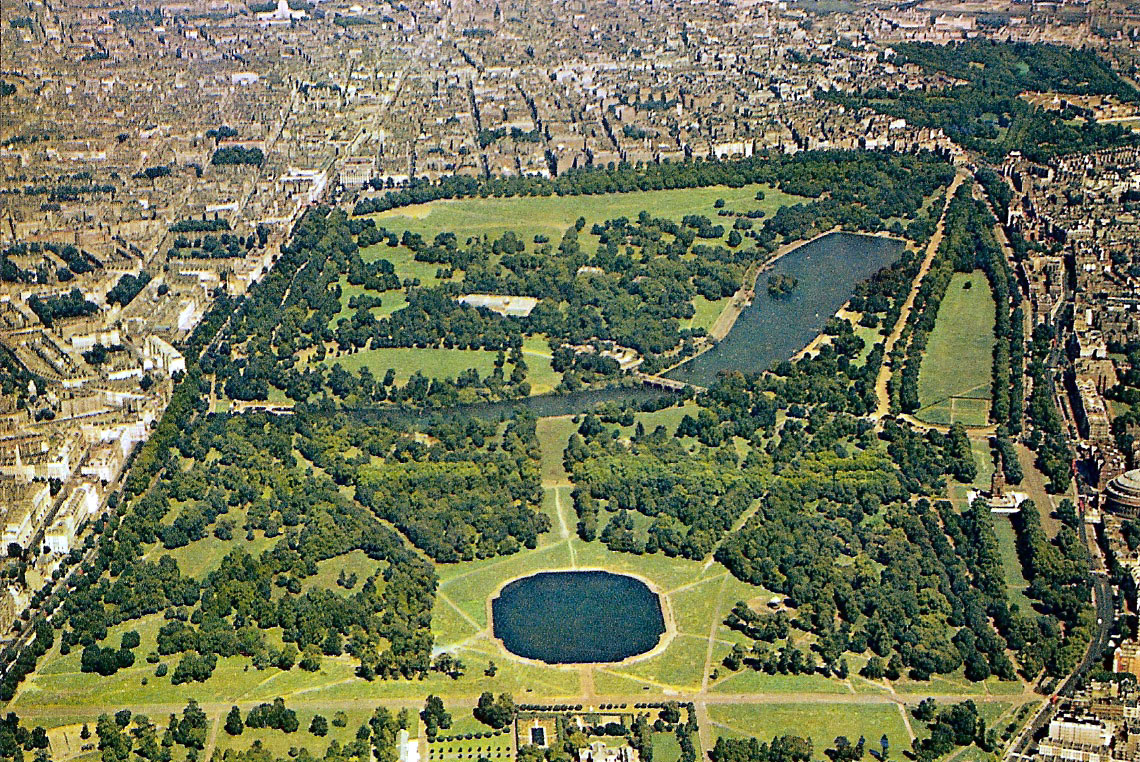
Vista aérea de parte do Hyde Park, o maior parque de Londres

Os maiores parques da área central de Londres são três dos Parques Reais: Hyde Park e seu vizinho Kensington Gardens no limite oeste do centro da cidade e Regent's Park, no extremo norte. Dentro do Regent's Park está o Zoológico de Londres, o mais antigo jardim zoológico científico do mundo, próximo ao famoso Museu de Cera Madame Tussauds.
Mais perto do centro de Londres estão os Parques Reais menores de Green Park e St. James Park. Hyde Park, em particular, é popular para a prática de esportes e às vezes acolhe concertos ao ar livre. Uma série de grandes parques estão fora do centro da cidade, incluindo os Parques Reais restantes de Greenwich Park, Bushy Park, Richmond Park e Victoria Park. Primrose Hill, ao norte de Regent's Park, é um local popular para ver o panorama urbano da cidade.
Alguns espaços abertos seminaturais mais informais também existem, como o Hampstead Heath, um parque de 320 hectares no norte da cidade. O parque incorpora a Kenwood House, uma antiga casa senhorial e um local popular nos meses de verão, onde clássicos concertos musicais são realizados à beira do lago, atraindo milhares de pessoas todos os finais de semana para desfrutar da música, cenário e fogos de artifício.

### Clima

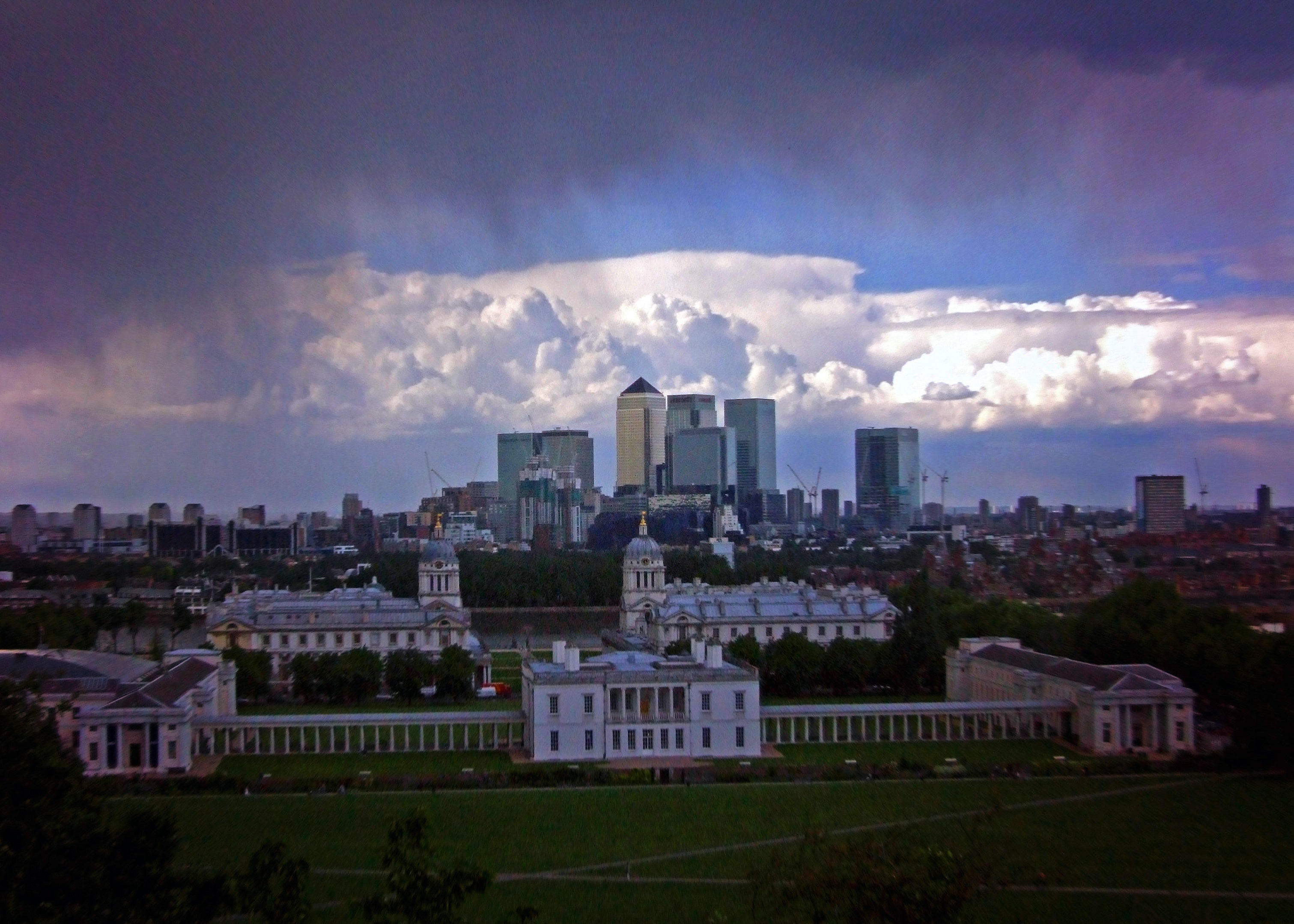
Tempestade se formando sob Greenwich Park

Londres tem um clima temperado oceânico (Köppen: Cfb), similar a grande parte do sul da Grã-Bretanha. Apesar de sua reputação de ser uma cidade chuvosa, Londres recebe menos precipitação (com 615 mm por ano) do que Roma (834 mm), Bordéus (923 mm), Toulouse (668 mm) e Nápoles (1 006 mm). Os invernos são geralmente frios, com geadas ocorrendo geralmente os subúrbios, em média, duas vezes por semana de novembro a março.
A neve geralmente ocorre cerca de quatro ou cinco vezes por ano, principalmente entre dezembro e fevereiro. A queda de neve nos meses de março e abril é rara, mas ocorre a cada dois ou três anos. As temperaturas do inverno raramente caem abaixo de -4 °C (24,8 °F) ou acima de 14 °C (57,2 °F). Durante o inverno de 2010, Londres registrou a sua temperatura mais baixa, -14 °C, em Northolt, e a neve mais pesada vista por quase duas décadas, uma enorme pressão sobre a infraestrutura de transportes londrina.
Os verões londrinos são geralmente quentes e, às vezes, o calor é impulsionado pelo efeito urbano de ilha de calor, o que faz com que o centro da cidade fique até 5 °C mais alta do que nos subúrbios e periferias. A temperatura média do verão de Londres é de 24 °C (75,2 °F). Em média, há sete dias por ano com temperaturas acima de 30 °C (86,0 °F) e dois dias por ano acima de 32 °C (89,6 °F). Temperaturas de 26 °C (79 °F) ocorrem semanalmente entre meados de junho e o final de agosto.
| Dados climatológicos para Londres (Aeroporto)                  | Dados climatológicos para Londres (Aeroporto) | Dados climatológicos para Londres (Aeroporto) | Dados climatológicos para Londres (Aeroporto) | Dados climatológicos para Londres (Aeroporto) | Dados climatológicos para Londres (Aeroporto) | Dados climatológicos para Londres (Aeroporto) | Dados climatológicos para Londres (Aeroporto) | Dados climatológicos para Londres (Aeroporto) | Dados climatológicos para Londres (Aeroporto) | Dados climatológicos para Londres (Aeroporto) | Dados climatológicos para Londres (Aeroporto) | Dados climatológicos para Londres (Aeroporto) | Dados climatológicos para Londres (Aeroporto) |
| Mês                                                            | Jan                                           | Fev                                           | Mar                                           | Abr                                           | Mai                                           | Jun                                           | Jul                                           | Ago                                           | Set                                           | Out                                           | Nov                                           | Dez                                           | Ano                                           |
| -------------------------------------------------------------- | --------------------------------------------- | --------------------------------------------- | --------------------------------------------- | --------------------------------------------- | --------------------------------------------- | --------------------------------------------- | --------------------------------------------- | --------------------------------------------- | --------------------------------------------- | --------------------------------------------- | --------------------------------------------- | --------------------------------------------- | --------------------------------------------- |
| Temperatura máxima recorde (°C)                                | 17,2                                          | 21,2                                          | 24,5                                          | 29,4                                          | 32,8                                          | 35,6                                          | 40,2                                          | 38,1                                          | 35                                            | 29,5                                          | 21,1                                          | 17,4                                          | 40,2                                          |
| Temperatura máxima média (°C)                                  | 8,4                                           | 9                                             | 11,7                                          | 15                                            | 18,4                                          | 21,6                                          | 23,9                                          | 23,4                                          | 20,2                                          | 15,8                                          | 11,5                                          | 8,8                                           | 15,7                                          |
| Temperatura média (°C)                                         | 5,6                                           | 5,8                                           | 7,9                                           | 10,5                                          | 13,7                                          | 16,8                                          | 19                                            | 18,7                                          | 15,9                                          | 12,3                                          | 8,4                                           | 5,9                                           | 11,7                                          |
| Temperatura mínima média (°C)                                  | 2,7                                           | 2,7                                           | 4,1                                           | 6                                             | 9,1                                           | 12                                            | 14,2                                          | 14,1                                          | 11,6                                          | 8,8                                           | 5,3                                           | 3,1                                           | 7,8                                           |
| Temperatura mínima recorde (°C)                                | −16,1                                         | −13,9                                         | −8,9                                          | −5,6                                          | −3,1                                          | −0,6                                          | 3,9                                           | 2,1                                           | 1,4                                           | −5,5                                          | −7,1                                          | −17,4                                         | −17,4                                         |
| Precipitação (mm)                                              | 58,8                                          | 45                                            | 38,8                                          | 42,3                                          | 45,9                                          | 47,3                                          | 45,8                                          | 52,8                                          | 49,6                                          | 65,1                                          | 66,6                                          | 57,1                                          | 615                                           |
| Dias com precipitação                                          | 11,5                                          | 9,5                                           | 8,5                                           | 8,8                                           | 8                                             | 8,3                                           | 7,9                                           | 8,4                                           | 7,9                                           | 10,8                                          | 11,2                                          | 10,8                                          | 111,7                                         |
| Umidade relativa compensada (%)                                | 80                                            | 77                                            | 70                                            | 65                                            | 67                                            | 65                                            | 65                                            | 69                                            | 73                                            | 78                                            | 81                                            | 81                                            | 73                                            |
| Insolação (h)                                                  | 61,1                                          | 78,8                                          | 124,5                                         | 176,7                                         | 207,5                                         | 208,4                                         | 217,8                                         | 202,1                                         | 157,1                                         | 115,2                                         | 70,7                                          | 55                                            | 1 674,8                                       |
| Fonte: Met Office e Royal Netherlands Meteorological Institute |                                               |                                               |                                               |                                               |                                               |                                               |                                               |                                               |                                               |                                               |                                               |                                               |                                               |
| Fonte 2: CEDA Archive, TORRO e Time and Date                   |                                               |                                               |                                               |                                               |                                               |                                               |                                               |                                               |                                               |                                               |                                               |                                               |                                               |

## Demografia

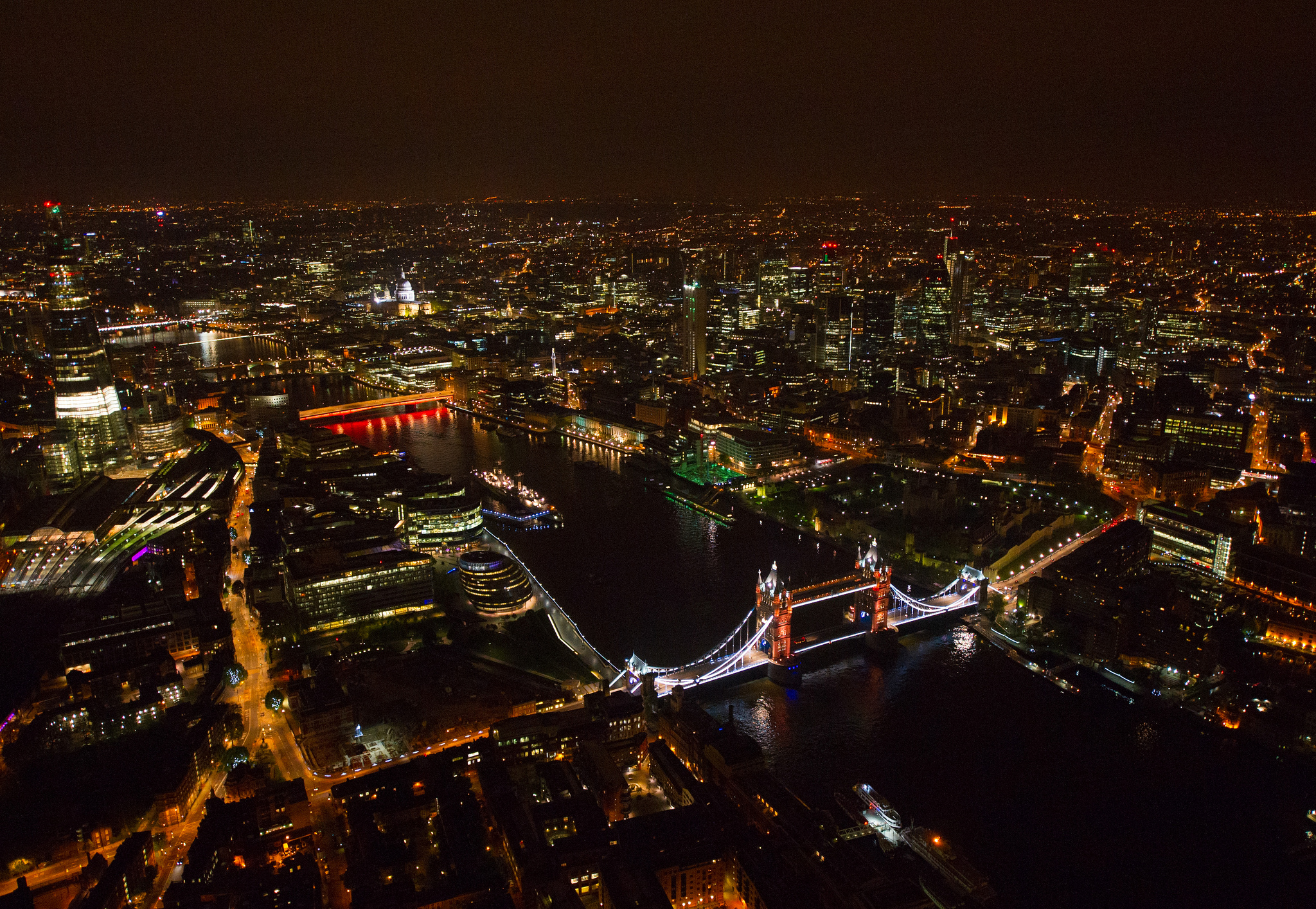
Fotografia aérea da região central à noite

Com o aumento da industrialização, a população da cidade cresceu rapidamente ao longo do século XIX e início do XX, sendo durante este período a cidade mais populosa do mundo, até ser ultrapassada por Nova Iorque, em 1925. A população londrina atingiu um pico de 8 615 245 habitantes em 1939, imediatamente antes da eclosão da Segunda Guerra Mundial, mas caiu para 7 192 091 habitantes no censo britânico de 2001. No entanto, a população cresceu pouco mais de 1 000 000 entre os censos de 2001 e 2011, chegando a 8,9 milhões na última pesquisa. A área urbana contínua de Londres, porém, se estende além das fronteiras da Grande Londres e era a casa de 8 278 251 pessoas em 2001, enquanto a sua área metropolitana tem uma população de mais de 14 milhões de pessoas. De acordo com o Eurostat, Londres é a segunda área metropolitana mais populosa da Europa. Entre 1991 e 2001, 726 mil imigrantes chegaram em Londres.
A região abrange uma área de 1 579 km2. A densidade populacional é de 5 177 hab./km2, mais de dez vezes superior do que em qualquer outra região do Reino Unido. Em termos populacionais, Londres é a 19ª maior cidade e a 18ª maior região metropolitana em todo o mundo. Londres também é classificada como a primeira no mundo em número de bilionários (em dólar), além de ser considerada uma das cidades mais caras do mundo, ao lado de Tóquio e Moscou.

### Etnias

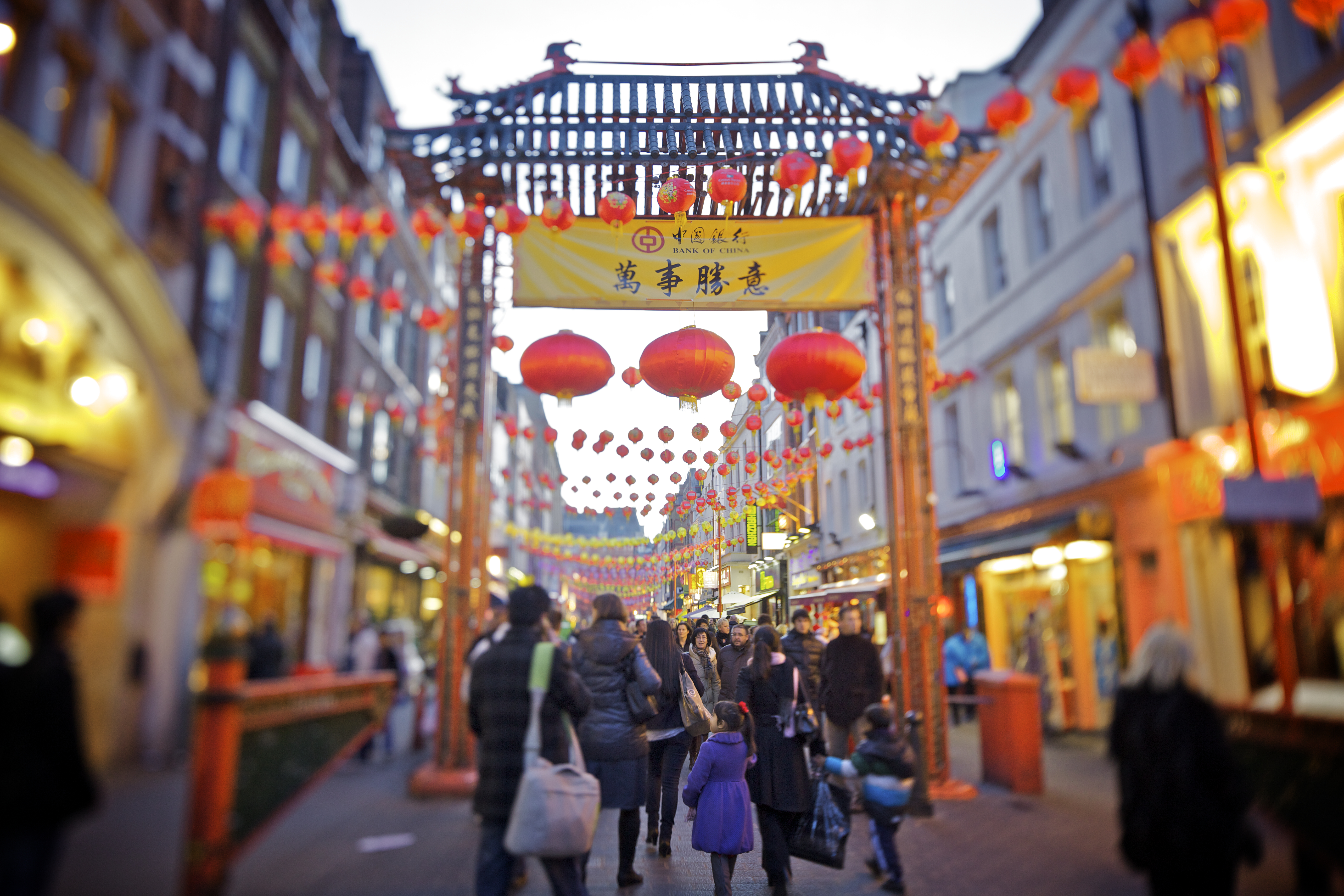
Chinatown de Londres

De acordo com o Office for National Statistics (ONS), com base em dados do censo de 2011, 59,8% dos 8 173 941 habitantes de Londres são brancos (44,9% brancos britânicos, 2,2% brancos irlandeses, 0,1% brancos ciganos e 12,1% classificados como "outros brancos"). Cerca de 20% dos londrinos são de origem asiática (19,7% de descendência asiática completa e 1,2 descendentes miscigenados de asiáticos). Os indianos representam 6,6% da população da cidade, seguidos por paquistaneses e bengaleses com 2,7% cada. Os chineses representam 1,5% e os árabes 1,3% da população da cidade. Há ainda outros 4,9% de londrinos que são classificados como "outros asiáticos". Os negros e seus descendentes representam 15,6% da população de Londres, sendo 13,3% de ascendência completamente negra e 2,3% de multirraciais. Os negros são responsáveis por 7% da população africana da cidade (4,2% são classificados como "negros caribenhos" e 2,1% como "outros negros"). 5% dos londrinos são miscigenados. Já em 1185, o cronista Ricardo de Devizes queixava-se de que em Londres "se amontoavam homens de todos os países que há debaixo do céu".
As crianças negras e asiáticas superam as crianças brancas britânicas em cerca de seis para quatro nas escolas públicas da cidade. No entanto, as crianças brancas representavam 62% dos 1 498 700 de habitantes de Londres com idade entre 0 e 15 anos em 2009. Segundo estimativas do ONS, 55,7% da população com idade entre 0 a 15 anos é branca britânica, 0,7% é branca irlandesa e 5,6% é de brancos de outras origens da União Europeia. Em janeiro de 2005, um levantamento sobre a diversidade étnica e religiosa de Londres registrou mais de 300 idiomas falados na cidade e identificou mais de 50 comunidades não nativas que têm uma população superior a 10 mil pessoas. Dados do ONS mostram que, em 2010, a população estrangeira de Londres era de 2 650 000 (33%), contra 1 630 000 em 1997.
O censo de 2011 mostrou que 36,7% da população da Grande Londres nasceu fora do Reino Unido. Uma parte da população de origem alemã na cidade é composta por cidadãos britânicos nascidos de pais que servem em bases das Forças Armadas do Reino Unido na Alemanha. Estimativas produzidas pelo ONS indicam que os cinco maiores grupos de estrangeiros que vivem em Londres, no período de julho de 2009 a junho de 2010, foram aqueles que nasceram na Índia, Polônia, República da Irlanda, Bangladesh e Nigéria.

### Religiões

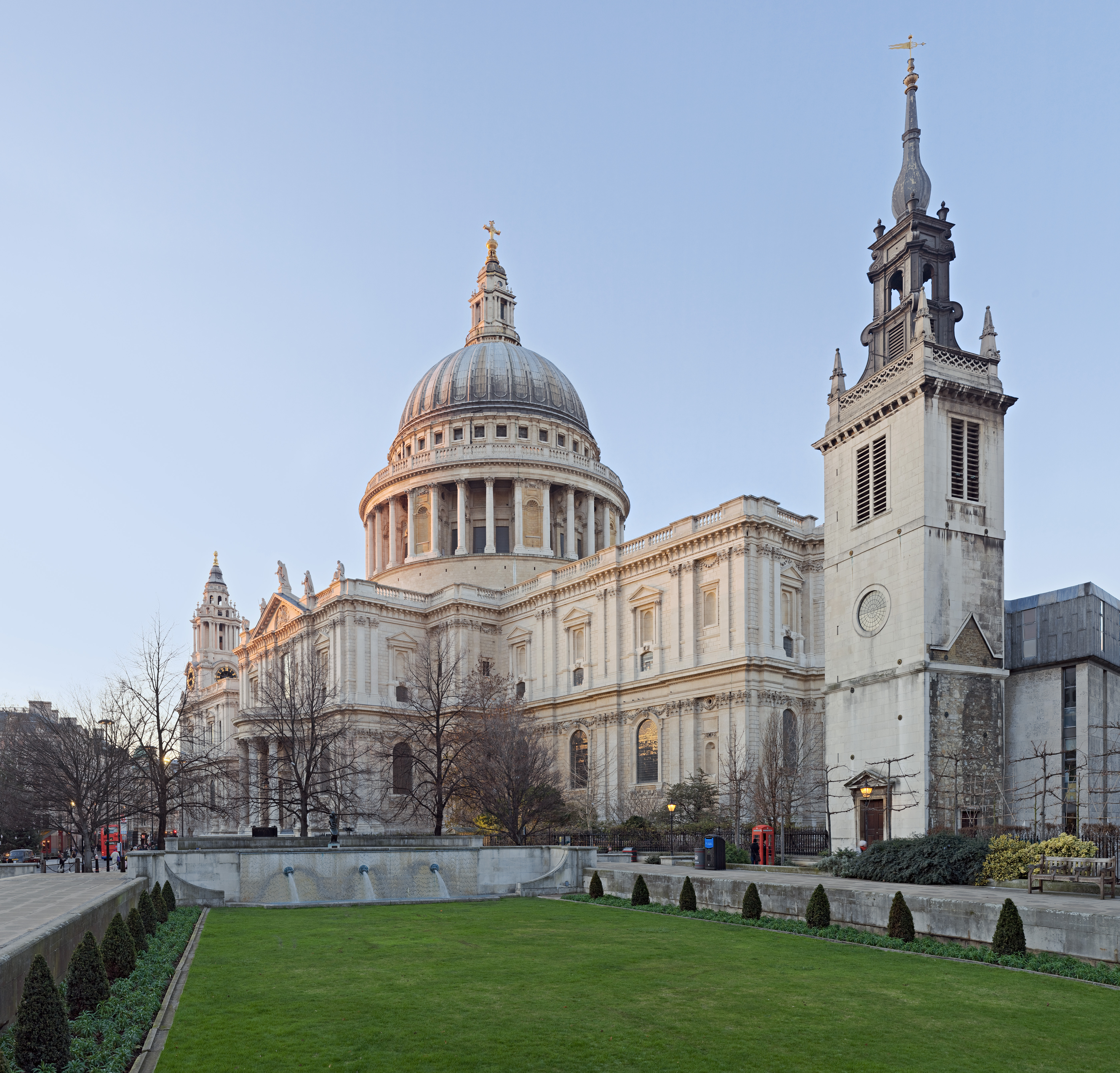
Catedral de São Paulo

De acordo com o censo de 2011, os maiores grupos religiosos da cidade são cristãos (48,4%), seguidos por aqueles sem nenhuma religião (20,7%), muçulmanos (12,4%), sem resposta (8,5%), hindus (5%), judeus (1,8%), sikhs (1,5%), budistas (1%) e outros (0,6%). Londres é tradicionalmente uma cidade cristã e tem uma grande variedade de igrejas, particularmente no centro. A famosa Catedral de São Paulo e a Catedral Southwark são centros administrativos anglicanos, enquanto o Arcebispo de Canterbury, o principal bispo da Igreja da Inglaterra e da Comunhão Anglicana, tem a sua principal residência no Palácio de Lambeth, no borough de Lambeth.
As cerimônias nacionais e reais mais importantes são compartilhadas entre a Catedral de São Paulo e a Abadia de Westminster. A abadia não deve ser confundida com a vizinha Catedral de Westminster, a maior catedral católica romana da Inglaterra e do País de Gales. Apesar da prevalência de igrejas anglicanas, frequência à igreja continua em um longo, lento e constante declínio, de acordo com estatísticas da Igreja da Inglaterra.
Londres é o lar de consideráveis comunidades de muçulmanos, hindus, sikhs e de judeus. Muitos muçulmanos vivem em Tower Hamlets e Newham; o mais importante edifício muçulmano da cidade é a Mesquita Central de Londres, à beira do Regent's Park. Após o boom do petróleo, houve um aumento do número de muçulmanos ricos vindos do Oriente Médio que têm se estabelecido em torno de Mayfair e Knightsbridge, na região oeste da cidade. Londres é o lar da maior mesquita da Europa Ocidental, a Mesquita Baitul Futuh, da comunidade muçulmana ahmadi. A grande comunidade hindu de Londres é encontrada em bairros do noroeste, como Harrow e Brent, sendo o último o lar de um dos maiores templos hindus da Europa, o Templo Neasden. A comunidade sikh está localizada no leste e no oeste da cidade, que também é o lar do maior templo sikh do mundo fora da Índia.
A maioria dos judeus britânicos vive em Londres, sendo que as comunidades judaicas significativas localizam-se em Stamford Hill, Stanmore, Golders Green, Hampstead, Hendon e Edgware, no norte da cidade. Stanmore and Canons Park Synagogue tem o maior número de membros do que qualquer outra sinagoga ortodoxa única em toda a Europa, ultrapassando sinagoga de Ilford (também em Londres), em 1998. A comunidade judaica criou o Fórum Judeu de Londres em 2006.

## Governo

### Local

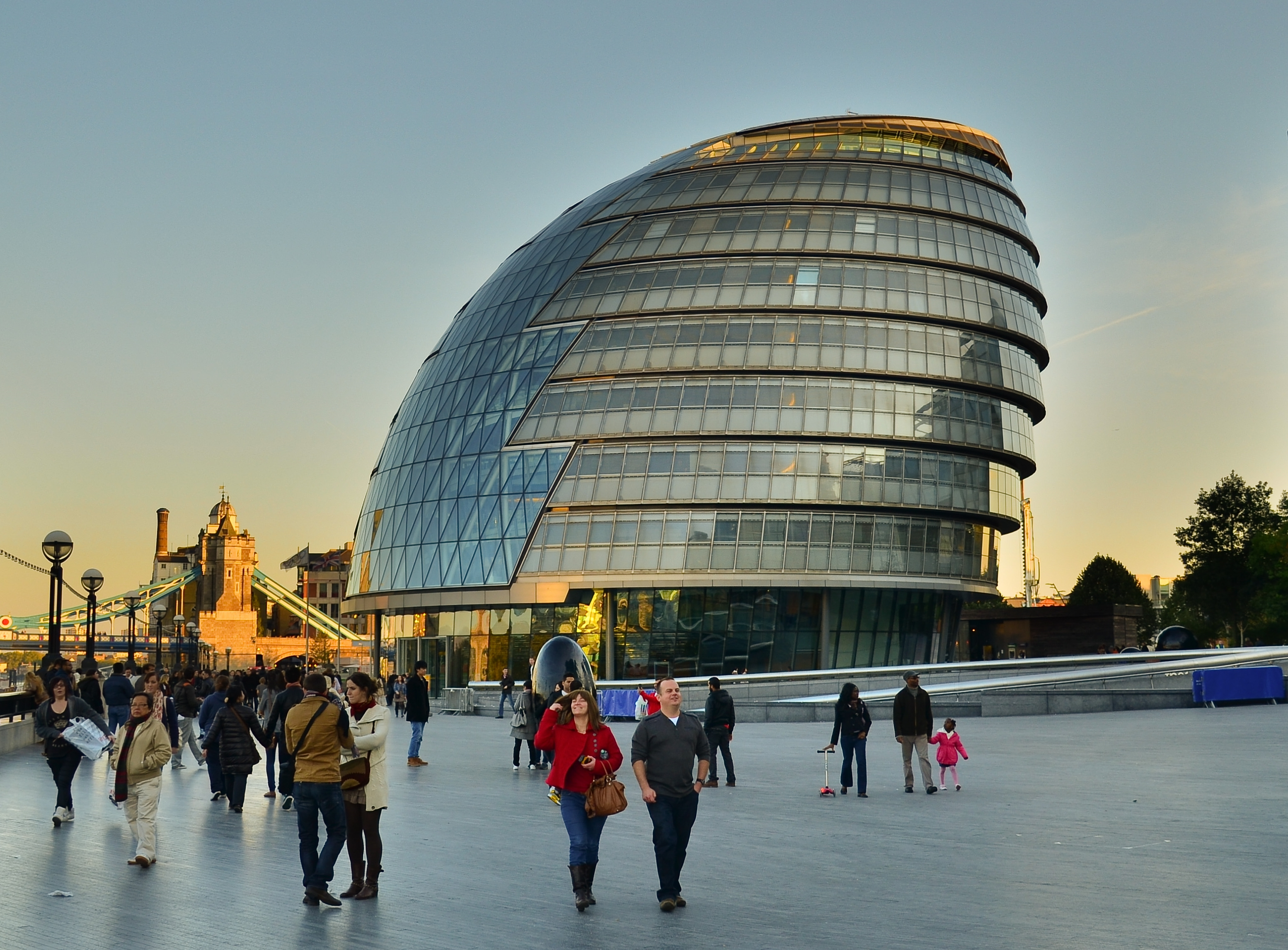
A prefeitura de Londres

A administração de Londres é feita de duas maneiras: em nível geral e local. A administração de toda a cidade é coordenada pela Greater London Authority (GLA), enquanto a administração local é realizada por 33 autoridades menores. A GLA consiste em dois componentes eleitos: o prefeito de Londres, que tem poderes executivos, e a Assembleia de Londres, que analisa as decisões do prefeito e pode aceitar ou rejeitar suas propostas orçamentárias a cada ano. A sede da assembleia é o Paço Municipal, em Southwark, e o atual prefeito é Sadiq Khan, membro do Partido Trabalhista. O plano diretor da prefeitura é publicado sob o nome "Plano de Londres", mais recentemente publicado em 2011. As autoridades locais são os conselhos dos 32 boroughs de Londres e da City of London Corporation. Elas são responsáveis por serviços regionais, como o planejamento local, a administração de escolas, serviços sociais, estradas e coleta de lixo. Algumas funções, como gestão de resíduos, são fornecidas através de acordos conjuntos. No período 2009–2010 os gastos combinados dos conselhos da cidade e da Assembleia foram de pouco mais de 22 bilhões de libras esterlinas (14,7 bilhões para os boroughs e 7,4 bilhões para a GLA).
O policiamento na Grande Londres, com exceção da City, é fornecido pela Polícia Metropolitana, supervisionado pelo prefeito. A City tem uma força policial própria: a City of London Police. A British Transport Police é responsável pelos serviços de polícia no National Rail e no metrô da cidade.
O Corpo de Bombeiros de Londres é o serviço oficial de resgate e combates a incêndios na Grande Londres. Ele é gerido pela London Fire and Emergency Planning Authority e é o terceiro maior serviço de combate a incêndios do mundo. Os serviços de emergência do National Health Service (NHS) são fornecidos pelo London Ambulance Service (LAS), um dos maiores serviços de emergência do planeta.

### Nacional

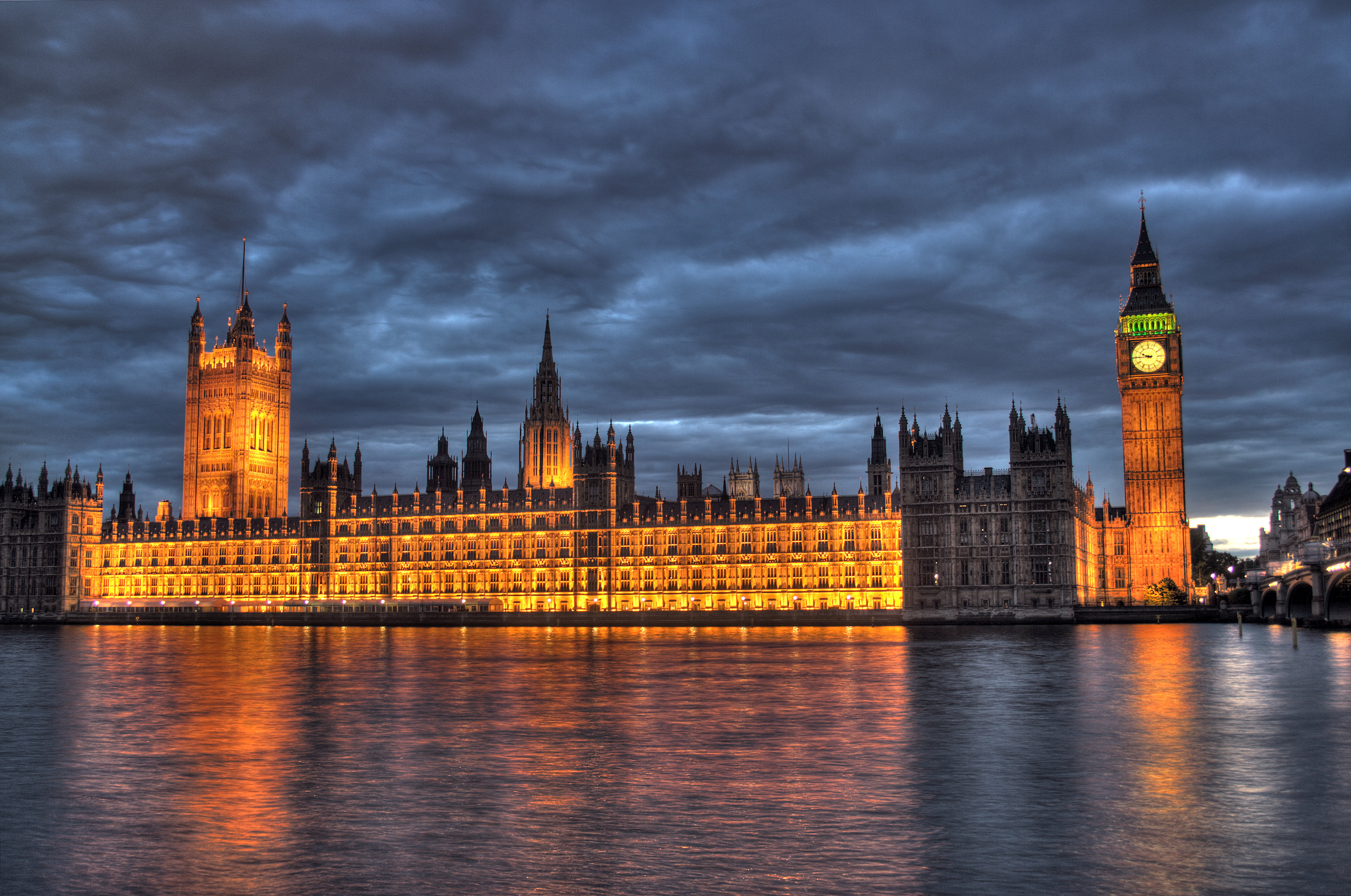
Palácio de Westminster, sede do Parlamento do Reino Unido

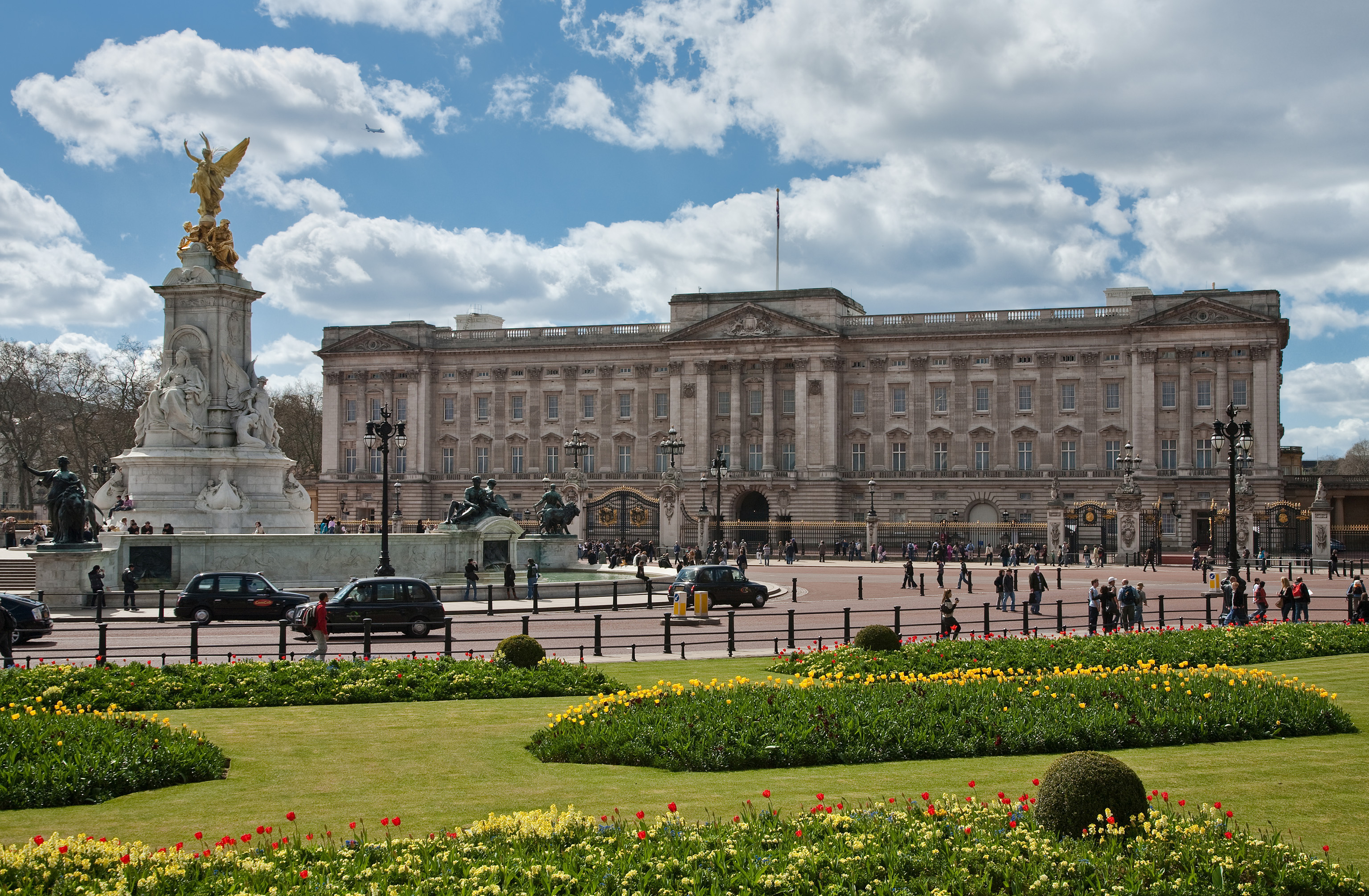
Palácio de Buckingham

Londres é a sede do Governo do Reino Unido, que está sediado no Palácio de Westminster. Muitos departamentos do governo estão localizados próximo ao Parlamento, particularmente ao longo da Whitehall, incluindo a residência oficial do primeiro-ministro, em 10 Downing Street. O parlamento britânico é muitas vezes chamado de "Mãe dos Parlamentos" (embora este apelido tenha sido aplicado pela primeira vez à própria Inglaterra por John Bright), porque tem sido o modelo para a maioria dos outros sistemas parlamentaristas e suas leis criaram muitos outros parlamentos.

### Cidades-irmãs
Segundo a Greater London Authority, existem 46 outras localidades no mundo cujo nome é uma homenagem ou citação a Londres, em seis continentes. Assim como a geminação de Londres, suas cidades irmãs também possuem geminações com partes de outras cidades em todo o mundo. Abaixo está a lista de cidades declaradas cidades irmãs:
- Bogotá, Colômbia[139][140]
- La Paz, Bolívia[139][140]
- Arequipa, Peru[139][140]
- Berlim, Alemanha[141]
- Deli, Índia[142]
- Joanesburgo, África do Sul[143]
- Kuala Lumpur, Malásia[139][140]
- Cidade do Kuwait, Kuwait[139][140]
- Moscou, Rússia[141]
- Nova Iorque, Estados Unidos[144]
- Oslo, Noruega[139][140]
- Sylhet, Bangladesh
- Xangai, China[145]
- Seul, Coreia do Sul[139][140]
- Teerã, Irã[139][140]

As seguintes cidades possuem acordo de amizade com Londres:
- Argel, Argélia[139][140]
- Baku, Azerbaijão[139][140]
- Pequim, China[146]
- Bucareste, Romênia[139][140]
- Buenos Aires, Argentina[139][140]
- Deli, Índia[142]
- Daca, Bangladesh[147]
- Istambul, Turquia[139][140]
- Los Angeles, Estados Unidos[148]
- Bombaim, Índia[139][140]
- Paris, França[149]
- Podgorica, Montenegro[139][140]
- Roma, Itália[139][140]
- Sófia, Bulgária[139][140]
- Tóquio, Japão[139][140]
- Zagreb, Croácia[139][140]

## Subdivisões
A vasta área urbana de Londres é frequentemente descrita através do uso de vários nomes de distritos, como Bloomsbury, Mayfair, Wembley e Whitechapel. Estes são designações informais, que refletem os nomes de vilas que foram absorvidas pela expansão da Grande Londres ou que são substituições de antigas unidades administrativas, como paróquias ou antigos bairros. Esses nomes têm permanecido em uso por tradição, sendo cada um referente a uma área local com características próprias, mas sem limites oficiais. Desde 1965, a Grande Londres é dividida em 32 boroughs, além da antiga Cidade de Londres (conhecida como City of London ou simplesmente City). A City é o principal centro financeiro, enquanto Canary Wharf se desenvolveu recentemente como um novo centro comercial nas Docklands, a leste.
O West End é o principal polo comercial e de entretenimento de Londres, atraindo turistas. West London inclui áreas residenciais caras, onde as propriedades podem valer dezenas de milhões de libras. O preço médio de imóveis em Kensington e Chelsea é de 894 mil libras esterlinas.
O East End é a área mais próxima do porto original de Londres e é conhecida por sua numerosa população de imigrantes, bem como por ser uma das áreas mais pobres da cidade. A área de East London circundante experimentou muito do desenvolvimento industrial no início de Londres; agora, zonas industriais em toda a área estão sendo reconstruídos como parte do Thames Gateway, como o London Riverside e Lower Lea Valley, onde foi desenvolvido o Parque Olímpico Rainha Isabel, construído para os Jogos Olímpicos de Verão de 2012.

## Economia

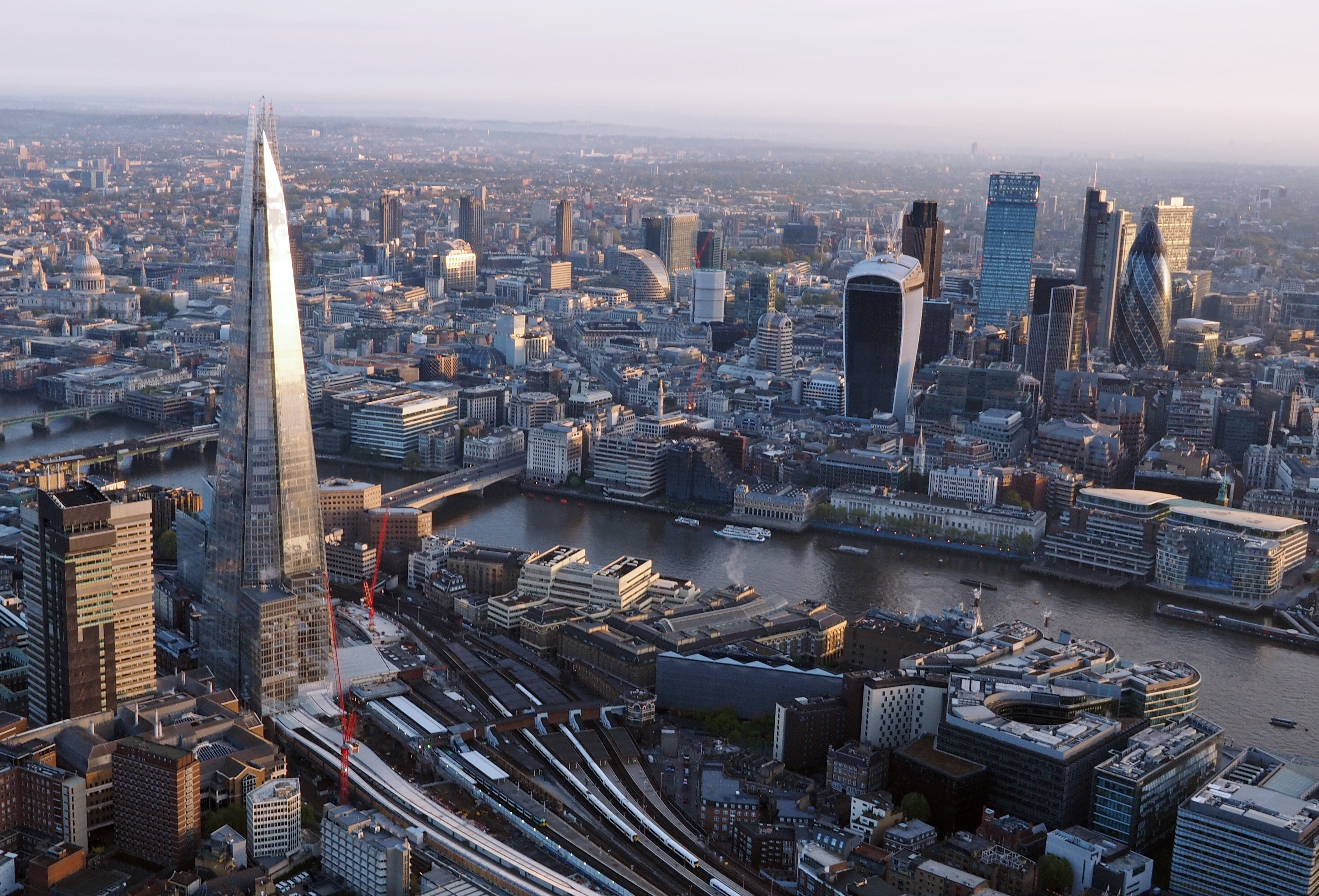
A Cidade de Londres (conhecida popularmente como City) é o maior centro financeiro do planeta. A região é sede da Bolsa de Valores de Londres e do Lloyd's of London

Londres gera cerca de 20% de todo o PIB do Reino Unido (ou 446 bilhões de dólares em 2005), enquanto a economia da área metropolitana de Londres, a maior da Europa, gera cerca de 30% do PIB britânico (ou cerca de 669 bilhões de dólares em 2005). Londres é um dos principais centros financeiros do mundo e compete com Nova Iorque, nos Estados Unidos, como o local mais importante das finanças internacionais.
A maior indústria de Londres é o setor financeiro e suas exportações financeiras o tornaram um grande contribuinte da balança de pagamentos do Reino Unido. Cerca de 325 mil pessoas estavam empregadas na área de serviços financeiros na cidade em meados de 2007. Londres tem cerca de 480 bancos estrangeiros, mais do que qualquer outra cidade no mundo. Mais de 85% (3,2 milhões) da população ocupada de grande Londres trabalha no setor de serviços. Por causa de seu papel de destaque mundial, a economia de Londres foi afetada pela crise financeira de 2008. A cidade de Londres é o lar de instituições como Banco da Inglaterra, Bolsa de Valores de Londres e Lloyd's of London.
Mais da metade das 100 maiores empresas do Reino Unido (de acordo com índice FTSE 100) e mais de 100 das 500 maiores empresas da Europa têm a sua sede no centro de Londres. Mais de 70% das empresas listadas no FTSE 100 estão localizadas dentro da área metropolitana de Londres e 75% das empresas do Fortune 500 tem escritórios na capital britânica.

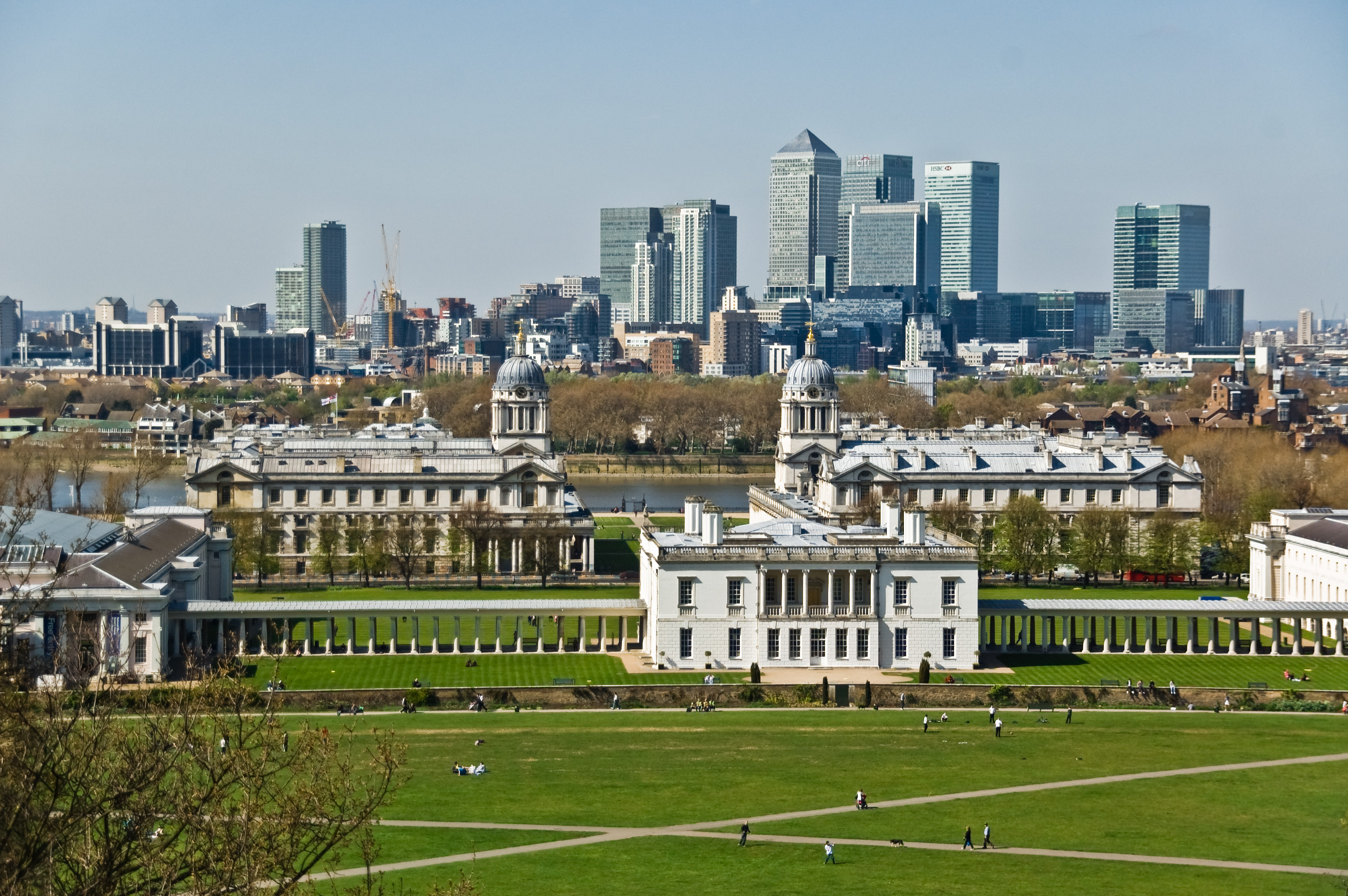
Vista do Greenwich Park com o distrito financeiro de Canary Wharf ao fundo

Juntamente com os serviços profissionais, as empresas de mídia estão concentradas em Londres e o setor de distribuição de mídia é o segundo mais competitivo na cidade. A BBC é um importante empregador, enquanto outras emissoras também têm sede na cidade. Muitos jornais nacionais são editados em Londres. A cidade é um importante centro de varejo e em 2010 teve as maiores vendas de varejo não alimentar no mundo, com gastos totais em torno de 64,2 bilhões de libras esterlinas. O Porto de Londres é o segundo maior no Reino Unido, manipulando 45 milhões de toneladas de carga por ano.
Londres tem cinco grandes áreas de negócios: City, Westminster, Canary Wharf, Camden & Islington e Lambeth & Southwark. Uma maneira de avaliar a importância econômica da cidade observar a quantidade relativa de espaço de escritórios: a Grande Londres tinha 27 milhões de m² em espaço de escritório em 2001 e a City contém a maior parte deste espaço, com 8 milhões de m². Londres tem alguns dos mais altos preços imobiliários em todo o mundo.

### Turismo
A capital britânica é um popular polo turístico. O turismo é um dos principais setores econômicos da cidade, empregando o equivalente a 350 mil pessoas em 2003, enquanto a despesa dos turistas rende em torno de 15 bilhões de libras esterlinas anuais para a cidade. Londres atrai mais de 14 milhões de visitantes internacionais anualmente, o que a torna a cidade mais visitada de toda a Europa. Em 2010, as dez atrações mais visitadas em Londres eram: Museu Britânico; Tate Modern; Galeria Nacional; Museu de História Natural de Londres; London Eye; Museu da Ciência de Londres; Victoria and Albert Museum; Madame Tussauds; National Maritime Museum e a Torre de Londres.
Segundo o ranking da MasterCard, Londres foi a cidade mais visitada em 2014, mesmo sendo a cidade que tem uma das políticas de imigração mais temida por turistas de todo o mundo que desejam entrar no Reino Unidos, com uma alta taxa de vistos negados.

## Infraestrutura

### Educação

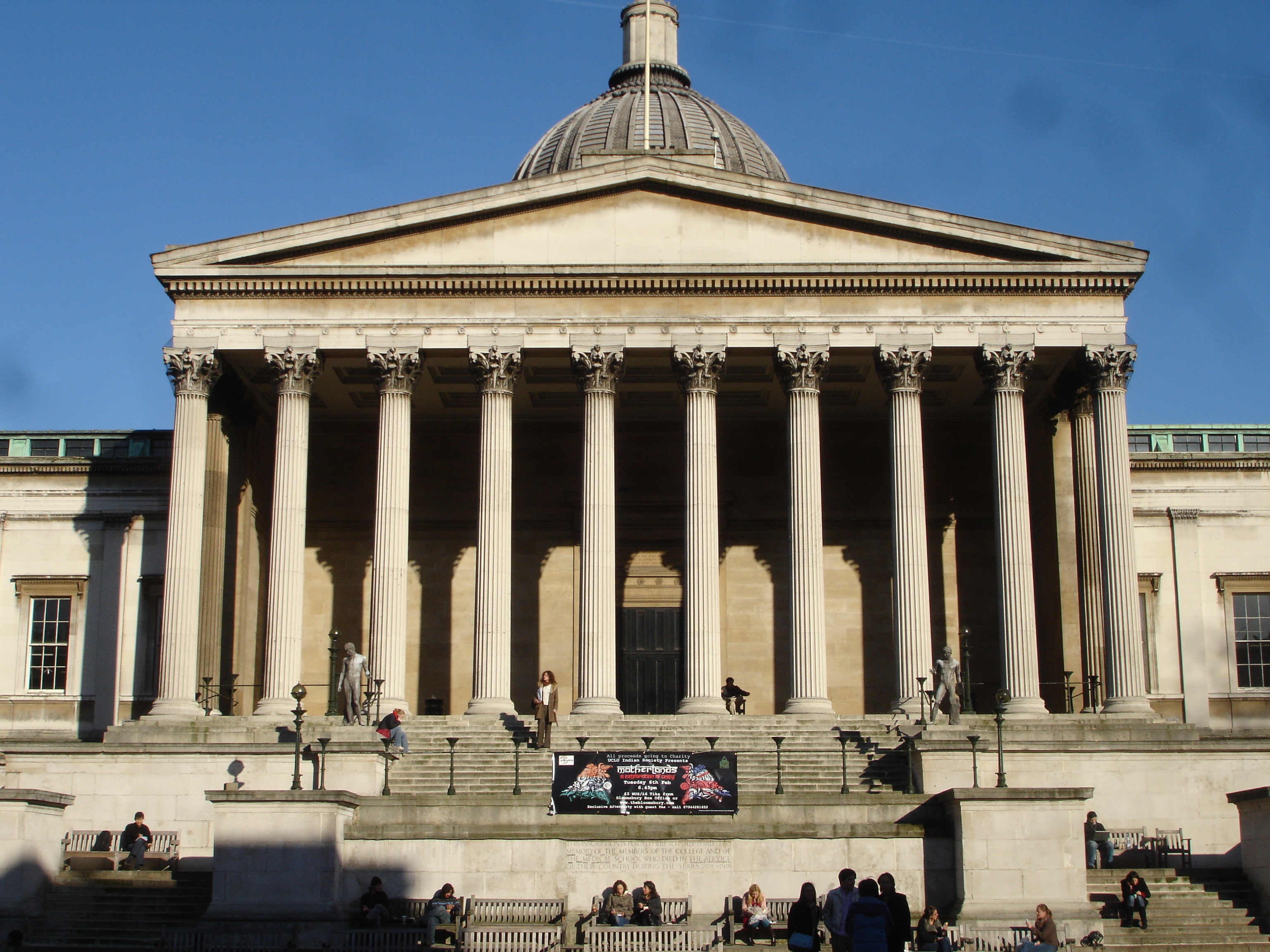
University College London (UCL), instituição que faz parte da Universidade de Londres

Londres é um importante polo de ensino superior e de pesquisa e suas 43 universidades formam a maior concentração de instituições de ensino superior da Europa. Em 2008/09, a cidade tinha 412 mil estudantes no ensino superior (cerca de 17% do total do Reino Unido), dos quais cerca 287 mil estavam matriculados em cursos de graduação e 118 mil estavam matriculados na pós-graduação. Em 2008/09, havia cerca de 97 150 estudantes internacionais em Londres, cerca de 25% de todos os estudantes internacionais no país.
Várias instituições de ensino superior de renome estão sediadas em Londres. Em 2012, o QS World University Rankings classificou a University College London (UCL) como a quarta do mundo, o Imperial College London como o sexto e o King's College de Londres na 26ª posição. A London School of Economics tem sido considerada como uma instituição de ciência social líder mundial, tanto em ensino quanto em pesquisa. A London Business School é considerada uma das principais escolas de negócios do mundo e em 2010 seu programa de MBA foi classificado como melhor do mundo pelo Financial Times.
Com 125 mil alunos, a Universidade de Londres é uma das maiores universidades da Europa. Ele inclui quatro grandes universidades multi-professores — King's College de Londres, Queen Mary, Royal Holloway e UCL — e várias outras instituições menores e mais especializadas, como a Royal Academy of Music e London School of Economics.
Há também várias universidades fora do sistema da Universidade de Londres, como a Universidade de Brunel, City University, Imperial College London, Universidade das Artes de Londres (a maior universidade de arte, design, moda, comunicação e teatro da Europa), University of East London, Universidade de Westminster, entre outras.

### Transportes

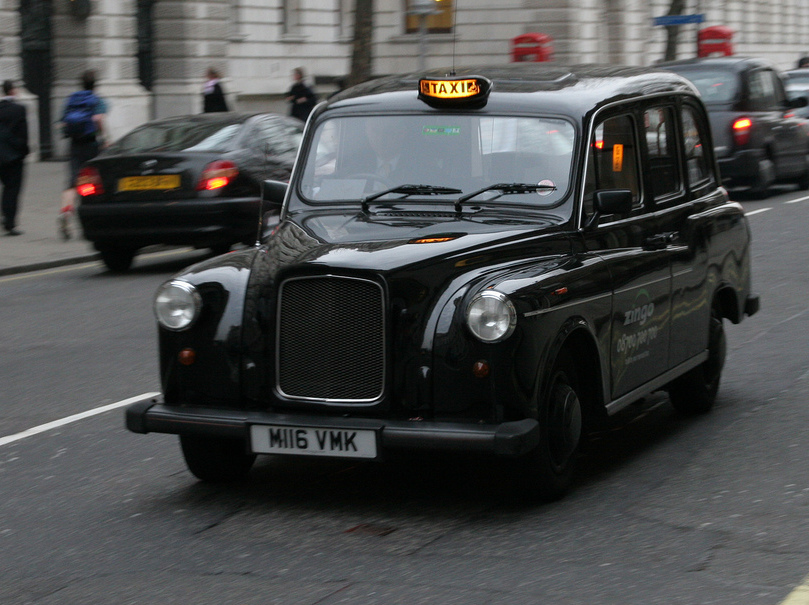
Um dos táxis negros de Londres, também conhecidos como hackney carriage

O transporte é uma das quatro principais áreas do governo do prefeito de Londres, no entanto o controle financeiro da prefeitura não abrange a rede ferroviária de longa distância que entra na cidade. Em 2007, ele assumiu a responsabilidade de algumas linhas locais, que agora formam a rede London Overground. A rede de transporte público é administrada pela Transport for London (TfL) e é uma das mais extensas do mundo. Andar de bicicleta é uma maneira cada vez mais popular para se deslocar em Londres. A London Cycling Campaign foi criada para pedir por uma melhor estrutura aos ciclistas. Por ter sido um dos maiores portos do mundo, o Porto de Londres é atualmente o segundo maior do Reino Unido, movimentando 45 milhões de toneladas de carga anualmente.
As linhas que formavam o metrô de Londres, assim como bondes e ônibus, tornaram-se parte de um sistema integrado de transportes em 1933, quando o London Passenger Transport Board (LPTB), ou London Transport, foi criado. A Transport for London (TfL) é atualmente a empresa oficialmente responsável pela gestão da maioria dos aspectos do sistema de transporte da Grande Londres e é gerida por um conselho e um comissário nomeado pelo prefeito de Londres.

#### Aéreo

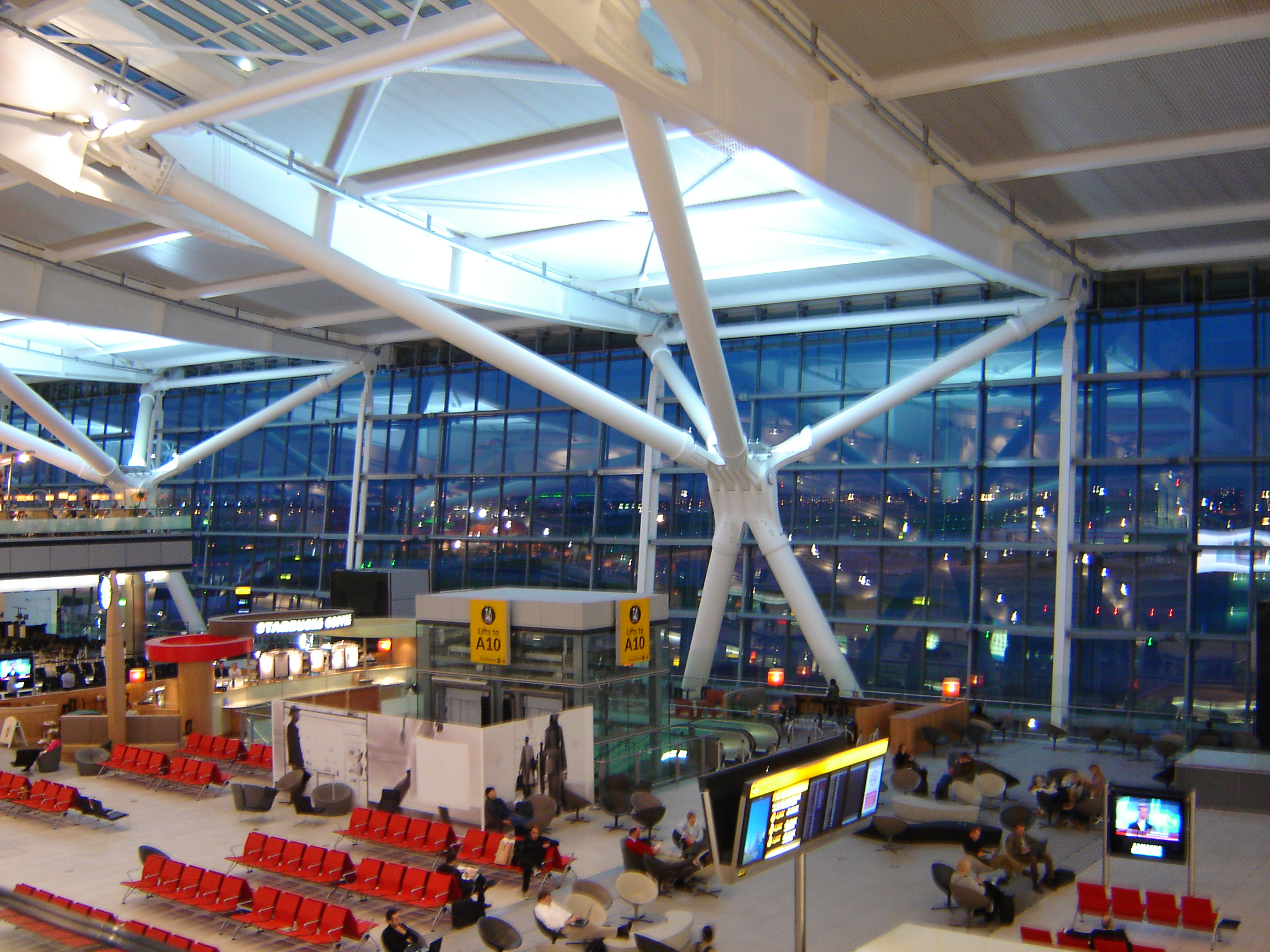
Heathrow (na foto o Terminal 5) é o aeroporto mais movimentado do mundo em tráfego internacional.

A cidade de Londres é um importante polo aeroviário internacional, sendo o espaço aéreo da cidade o maior do mundo. Oito aeroportos usam a palavra "Londres" em seu nome, mas a maior parte do tráfego aéreo passa por seis deles. O Aeroporto de Heathrow, em Hillingdon, na região oeste, é o aeroporto mais movimentado do mundo em tráfego internacional e é o principal hub da companhia aérea britânica British Airways. Em março de 2008 o Terminal 5 do aeroporto foi aberto. Havia planos para uma terceira pista e um sexto terminal de passageiros, porém estes planos foram cancelados pelo governo de coligação em 12 de maio de 2010. Em setembro de 2011 um sistema de trânsito rápido pessoal foi aberto em Heathrow para se conectar a um estacionamento nas proximidades. Um tráfego aéreo de movimento semelhante, com a adição de alguns voos de baixo-custo de curta distância, também passa pelo Aeroporto de Gatwick, no sul da cidade, em West Sussex.
O Aeroporto de Stansted, situado em Essex, no nordeste da cidade, é o principal centro aéreo no Reino Unido para a Ryanair e o Aeroporto de Luton, em Bedfordshire, norte de Londres, serve principalmente para voos baratos de curta distância. O Aeroporto da Cidade de Londres, um aeroporto menor e mais central, é voltado para viagens de negócios, recebendo voos regulares de curta distância e um tráfego considerável de jatos executivos.
O Aeroporto Londres Southend, em Essex, na região leste, é um aeroporto menor e regional que atende principalmente voos baratos de curta distância. Recentemente, passou por um grande projeto de reformulação que incluiu um novo terminal, a ampliação da pista de pouso e uma nova estação ferroviária que oferece ligações rápidas para a capital britânica. A empresa EasyJet tem uma base nesse aeroporto.

#### Ferroviário

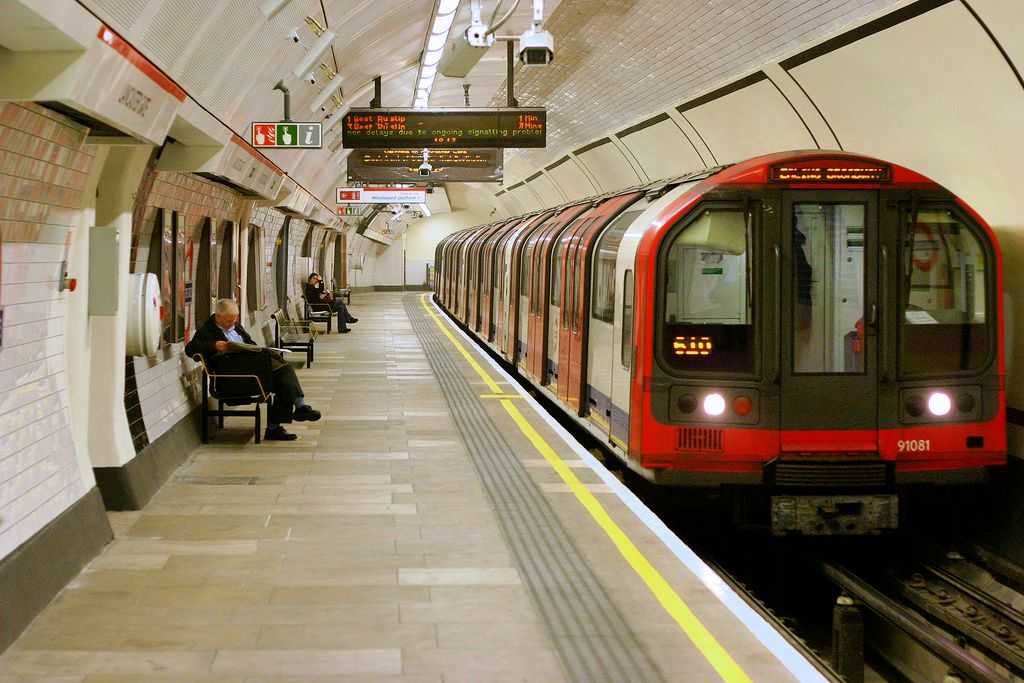
O Metrô de Londres é o mais antigo e o segundo maior sistema de metrô do mundo

Mapa da rede de 400 km de extensão do metrô

O Metrô de Londres — também conhecido como The Tube — é o mais antigo e o segundo maior sistema de metrô do mundo, entrando em operação em 1863. O sistema possui 270 estações e é formado por várias empresas privadas, incluindo a primeira linha subterrânea elétrica do mundo, a City & South London Railway.
Mais de três milhões de viagens são feitas todos os dias na rede do metrô londrino e mais de 1 bilhão anualmente. Um programa de investimento está tentando resolver problemas de congestionamento e confiabilidade, incluindo 7 bilhões de libras esterlinas (10 bilhões de euros) de melhorias voltadas para os Jogos Olímpicos de Verão de 2012. A cidade de Londres tem sido elogiada pela qualidade de seu transporte público.
Há também uma extensa rede de trens suburbanos acima do solo, particularmente no sul da cidade, que tem menos linhas subterrâneas. Londres abriga a estação mais movimentada estação da Grã-Bretanha — Waterloo — com mais de 184 milhões de pessoas que utilizam o complexo de transferência a cada ano. As estações dispõem de serviços para as regiões sudeste e sudoeste de Londres e também para as regiões sudeste e sudoeste da Inglaterra. A maioria das linhas ferroviárias terminam em torno do centro de Londres, por dezoito estações e terminais, com exceção dos trens do Thameslink, que fazem ligação com Bedford e Brighton.
Desde 2007 o trem de alta velocidade Eurostar liga Londres, através da estação de St. Pancras, com as cidades de Lille, Paris e Bruxelas. O tempo de viagem de pouco mais de duas horas até Paris e de 50 minutos até Bruxelas tornam Londres mais próxima da Europa continental do que o resto da Grã-Bretanha, em virtude do trem de alta velocidade que atravessa o Canal da Mancha.

#### Rodoviário

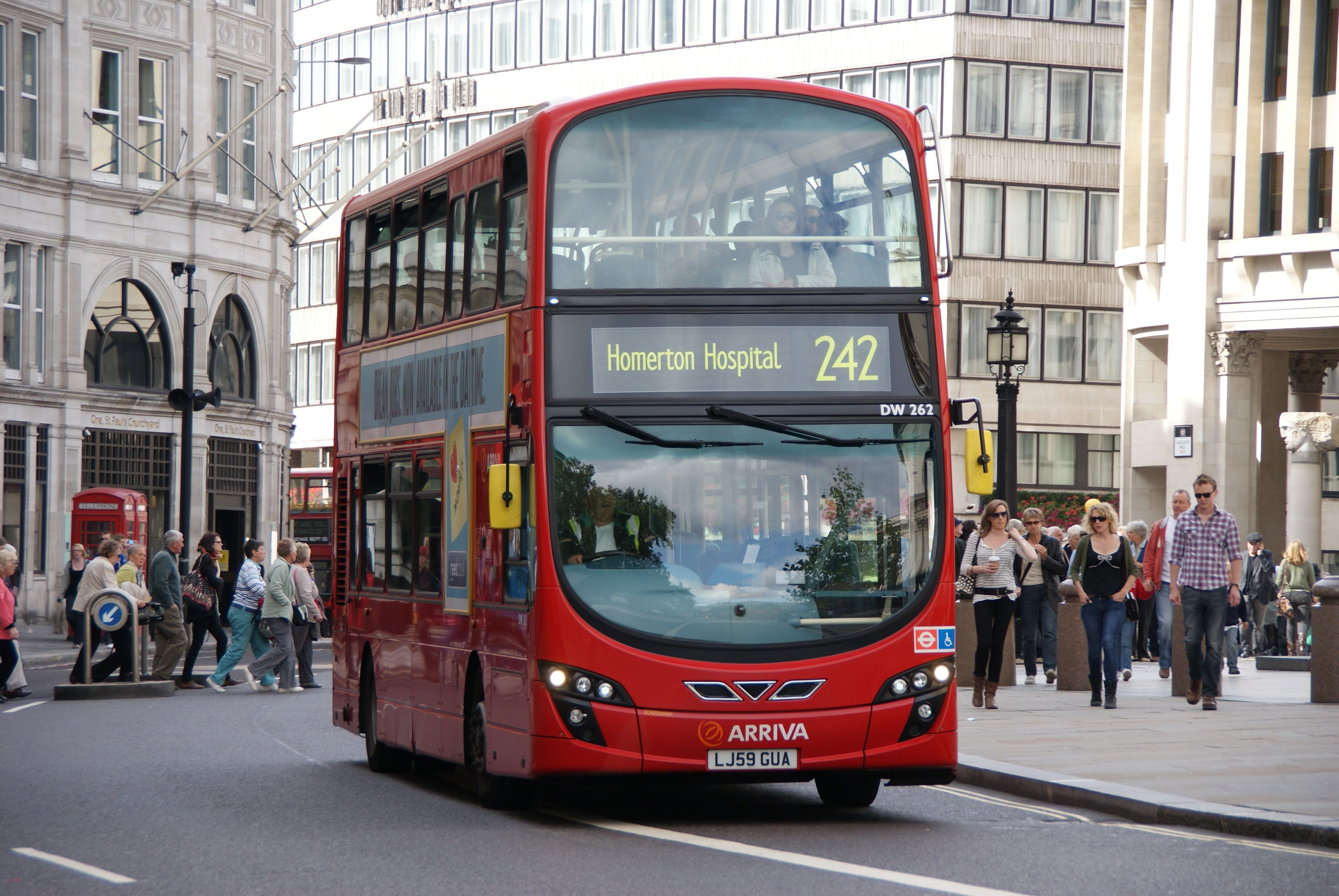
O ônibus panorâmico vermelho é um símbolo característico de Londres

A rede de ônibus de Londres é uma das maiores do mundo, funcionando 24 horas por dia, com 8 mil ônibus, 700 linhas e mais de 6 milhões de viagens de passageiros feitas todas os dias da semana. Em 2003, a rede teve um número estimado de 1,5 bilhão de viagens suburbanas por ano, mais do que o metrô. Cerca de 850 milhões de libras são geradas em receitas anualmente. A cidade tem a maior rede com acesso para cadeirantes em todo o mundo e, desde o terceiro trimestre de 2007, tornou-se mais acessível para passageiros com deficiências visual e na audição após a introdução de anúncios audiovisuais. Os característicos ônibus vermelhos de dois andares são reconhecidos internacionalmente e são uma marca registrada do transporte londrino, juntamente com os táxis pretos e o metrô.
Londres tem uma rede moderna de bondes conhecida como Tramlink, com sede em Croydon, no sul da cidade. A rede tem 39 estações, três rotas e transportou 26,5 milhões de pessoas em 2008. Desde junho de 2008, a Transport for London assumiu completamente a Tramlink e planeja 54 milhões de libras esterlinas até 2015 em manutenção, renovações, atualizações e melhorias de capacidade do sistema. Desde abril de 2009 todos os bondes foram remodelados.

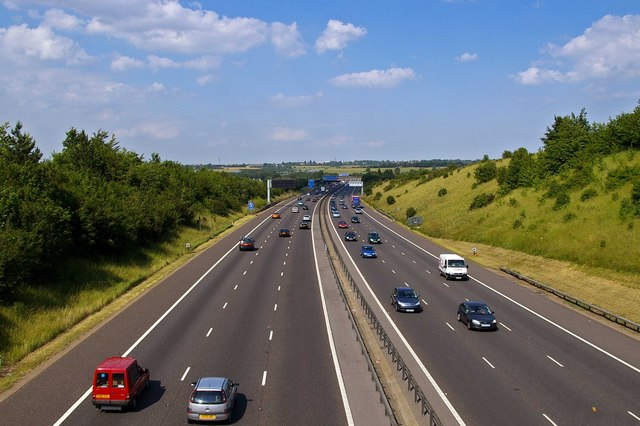
A movimentada autoestrada M25, que circula a Grande Londres, é o maior rodoanel do mundo

Embora a maioria das viagens que envolvam o centro de Londres sejam feitas através do transporte público da cidade, viajar de carro é comum nos subúrbios londrinos. O anel viário (em torno do centro), as estradas circulares Norte e Sul (na periferia) e a autoestrada orbital exterior (a M25, fora da área urbana) cercam a cidade e são atravessados por várias rotas-radiais, apesar de muito poucas autoestradas entrarem no interior de Londres. A M25 é o maior rodoanel do mundo, com 195,5 km de extensão. As rodovias A1 e M1 conectam Londres à Edimburgo, Leeds e Newcastle.
Um plano para uma ampla rede de autoestradas por toda a cidade (o Ringways Plan) foi elaborado na década de 1960, mas foi cancelado em grande parte na década de 1970. Em 2003, o pedágio urbano foi introduzido para reduzir o volume de tráfego de veículos no centro da cidade. Com poucas exceções, os motoristas são obrigados a pagar 10 libras por dia para dirigir dentro de uma zona definida que abrange grande parte do congestionado centro de Londres. Os motoristas que são moradores da zona definida podem comprar um passe de temporada de valor muito reduzido, que é renovado mensalmente e é mais barato que uma passagem de ônibus correspondente. A cidade é famosa por seus congestionamentos, sendo a autoestrada M25 o trecho rodoviário mais movimentado do país. A velocidade média de um carro na hora do rush londrina é de 17,1 km/h. O governo da cidade inicialmente previu "Zonas de Taxa de Congestionamento" para aumentar o período de pico metrô e da rede de ônibus em 20 mil pessoas, reduzir o tráfego de 10 a 15%, aumentar a velocidade do trânsito de 10 a 15% e reduzir as filas de 20 a 30%. Ao longo de vários anos, o número médio de veículos que entram no centro de Londres semanalmente foi reduzido de 195 mil para 125 mil carros — uma redução de 35% no número de veículos que circulam por dia.

## Cultura

### Arquitetura

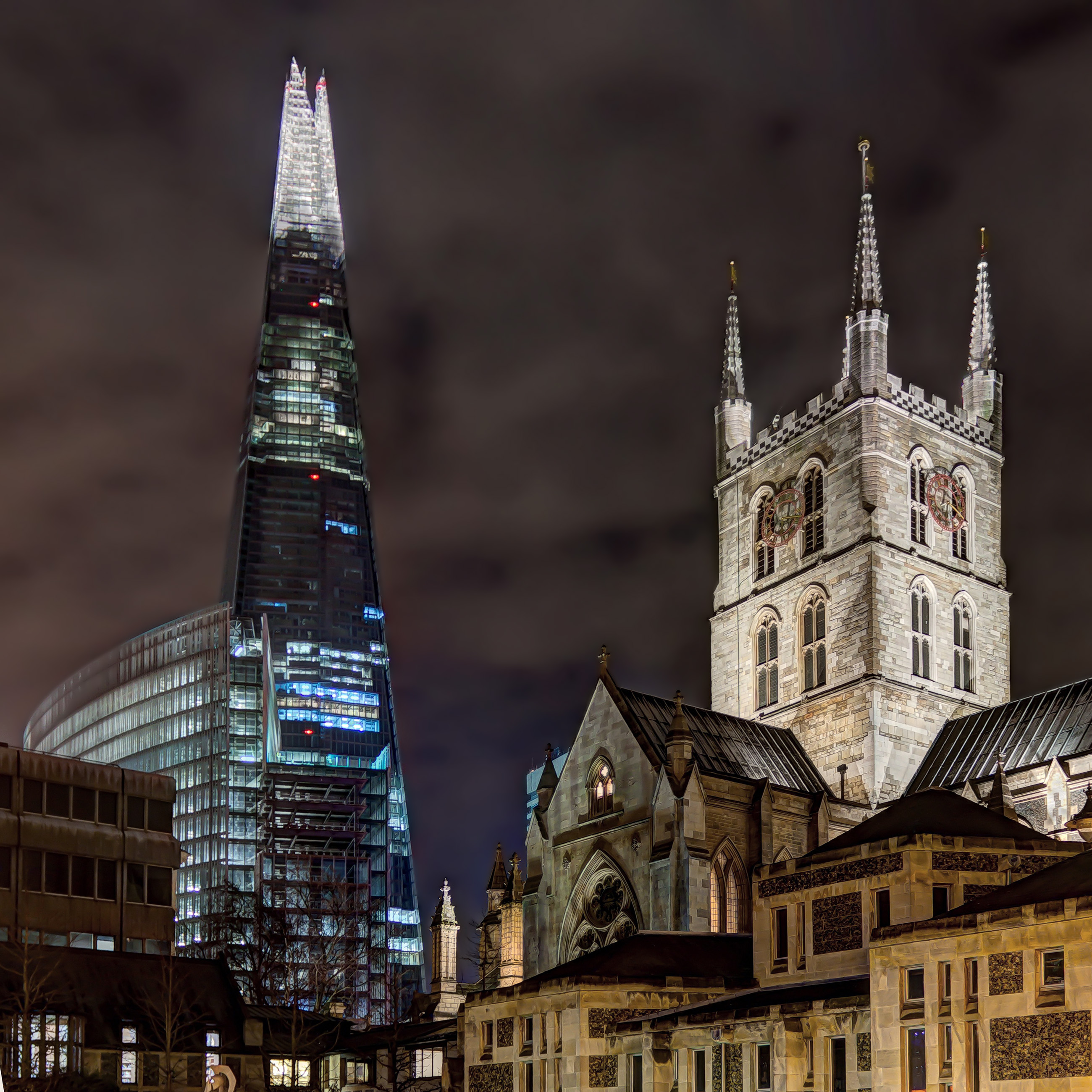
O arranha-céu The Shard (ao fundo) e a Catedral de Southwark à noite

As construções londrinas são muito diversificadas e são caracterizadas por vários estilos arquitetônicos diferentes, em parte por causa da idade das edificações. Muitos casarões e prédios públicos, como a Galeria Nacional, foram construídos a com pedras de Portland. Algumas áreas da cidade, especialmente na região oeste, são caracterizadas por seus edifícios com estuque ou argamassa branca. Poucas das estruturas no centro de Londres são anteriores ao Grande Incêndio de 1666, mas ainda existem vestígios da era romana, como a Torre de Londres, e alguns sobreviventes da Era Tudor ainda estão espalhados pela City. A Hampton Court é o mais antigo palácio da era Tudor na Inglaterra, construído pelo Cardeal Thomas Wolsey, cerca de 1515. Igrejas de Christopher Wren do final do século XVII, instituições financeiras dos séculos XVIII e XIX, como a Royal Exchange e o Banco da Inglaterra, e edificações do início do século XX, como Old Bailey e o prédio residencial Barbican Estate, fazem parte da variada herança arquitetônica da cidade.

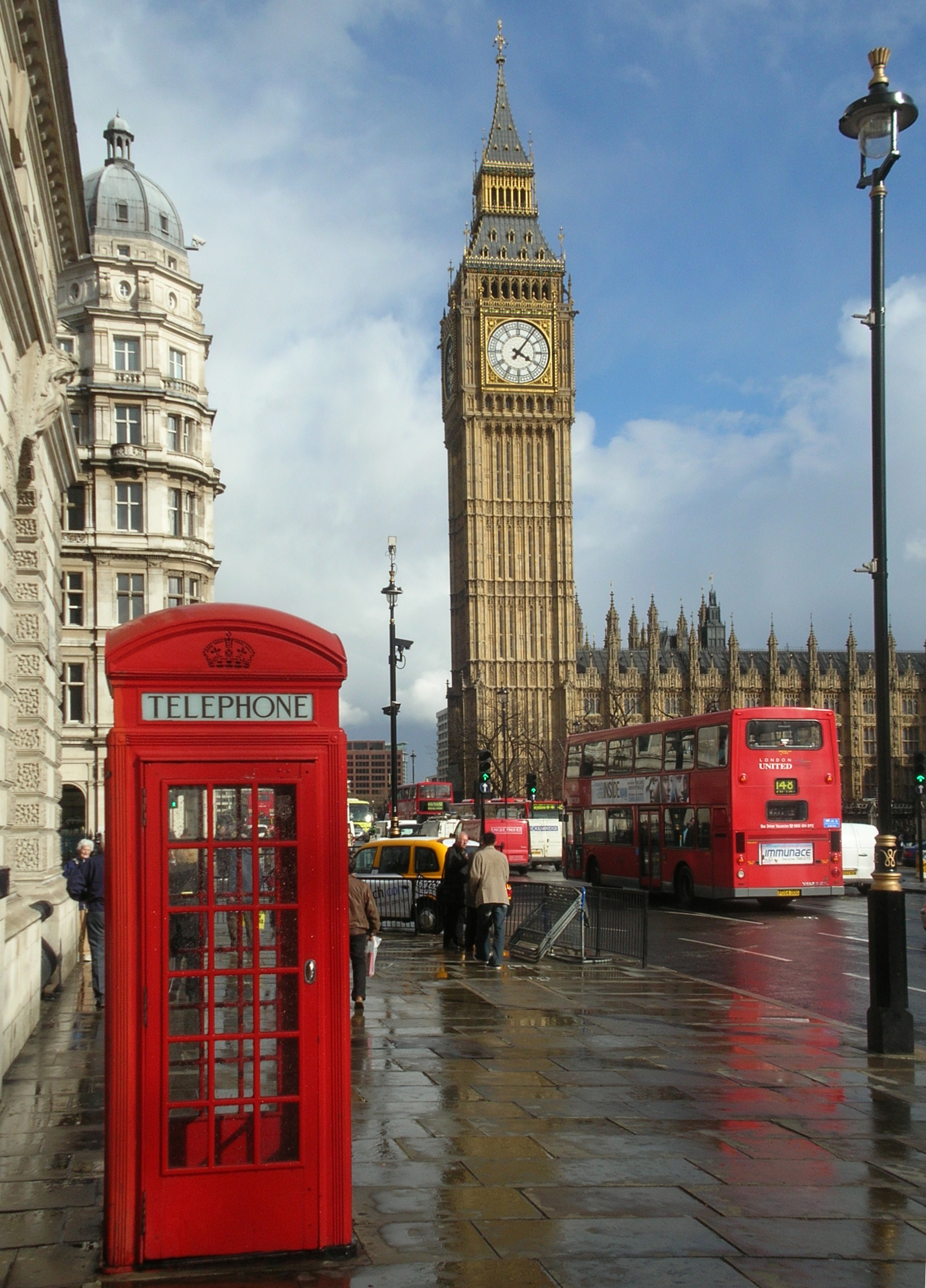
Três ícones de Londres: o Big Ben, a cabine de telefone vermelha e o ônibus de dois andares vermelho

A Usina Termelétrica de Battersea, construída em 1939 e atualmente desativada, é um marco local, enquanto alguns terminais ferroviários são excelentes exemplos da arquitetura vitoriana, principalmente as estações St. Pancras e Paddington. O Monumento ao Grande Incêndio de Londres, na Cidade de Londres, relembra o incêndio que arrasou a cidade em 1666 e que se originou nas suas proximidades. Os arcos Marble e Wellington, no extremos norte e sul da rua Park Lane, têm conexões reais, assim como o Albert Memorial e Royal Albert Hall, em Kensington. A Coluna de Nelson é um monumento reconhecido nacionalmente na Trafalgar Square, um dos pontos principais do centro da cidade. Os edifícios mais antigos são feitos principalmente, de alvenaria, geralmente com tijolos londrinos vermelhos ou alaranjados e são muitas vezes decorados com esculturas e molduras de gesso branco.
Nas áreas mais densas há maior concentração de construções médias e altas. Os arranha-céus londrinos, como 30 St Mary Axe, Tower 42, Broadgate Tower e One Canada Square, são normalmente encontrados nos dois distritos financeiros da cidade, a Cidade de Londres e Canary Wharf. O desenvolvimento de arranha-céus é restrito a determinados locais se a construção for obstruir a vista de edifícios famosos, como Catedral de São Paulo, e outros edifícios históricos. No entanto, existem arranha-céus muito altos no centro de Londres, como o Shard London Bridge, com mais de 300 m de altura.
Outros edifícios modernos icônicos são a sede da prefeitura, em Southwark, e a Biblioteca Britânica, em Kings Cross. O que antes era conhecido como o Domo do Milênio, localizado às margens do Tâmisa, a leste de Canary Wharf, é agora utilizado como um local de entretenimento chamado The Arena O2.

### Entretenimento

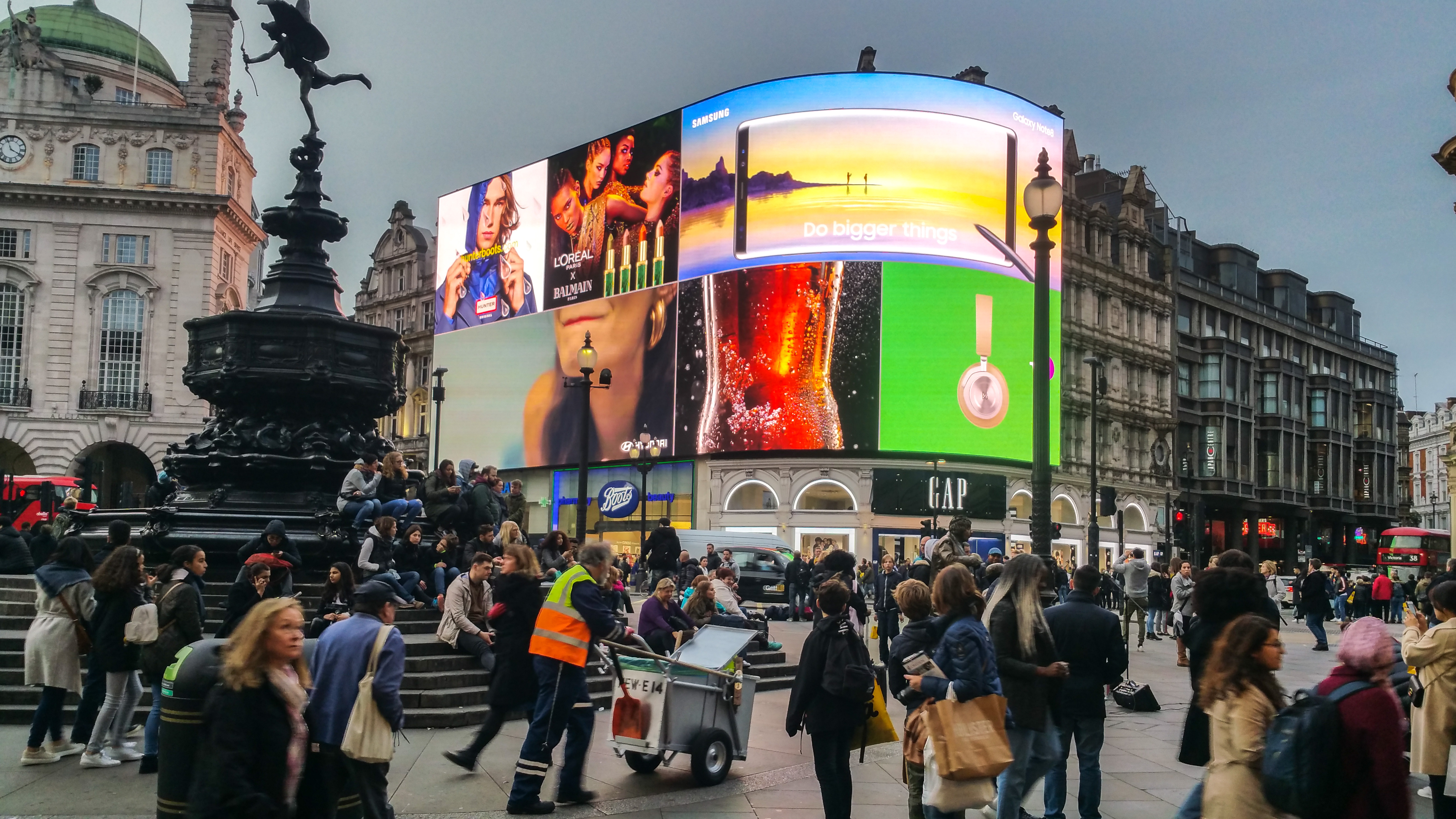
Piccadilly Circus

Dentro da Cidade de Westminster, o centro de entretenimento de West End tem seu foco em torno da Leicester Square, onde estreias de filmes locais e internacionais são realizadas, e Piccadilly Circus, com seus anúncios eletrônicos gigantes. O distrito dos teatros fica em West End, assim como muitos cinemas, bares, clubes e restaurantes, incluindo o bairro de Chinatown da cidade (no Soho) e a leste de Covent Garden, uma área de lojas especializadas em várias áreas. A cidade é a casa de Andrew Lloyd Webber, cujo musicais têm dominado West End desde o final do século XX. Royal Ballet, English National Ballet, Royal Opera e English National Opera são instituições sediadas em Londres e se apresentam em locais como a Royal Opera House, o Coliseu, o Teatro Sadler's Wells e o Royal Albert Hall.
A Upper Street, em Islington, com 1,6 km de extensão, tem mais bares e restaurantes do que qualquer outra rua no Reino Unido. A área comercial mais movimentada da Europa é a Oxford Street, uma rua comercial de 1,6 km de comprimento, o que a torna a maior rua comercial do país. Oxford Street é o lar de vários varejistas e lojas de departamento, incluindo a mundialmente famosa Selfridges. Knightsbridge é a sede da igualmente famosa loja de departamentos Harrods.

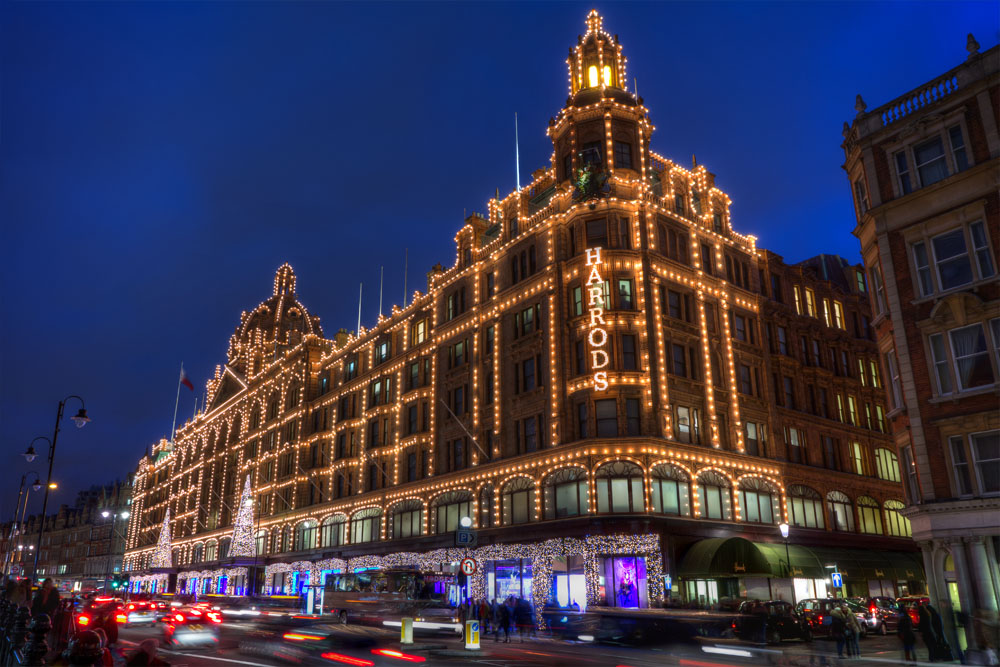
Harrods em Knightsbridge

Londres é o lar de estilistas como Vivienne Westwood, John Galliano, Stella McCartney, Manolo Blahnik, Jimmy Choo, entre outros, e suas escolas de arte e moda de renome tornam a cidade um centro internacional de moda ao lado de Paris, Milão e Nova Iorque. A capital britânica oferece uma grande variedade de culinárias, como resultado de sua população etnicamente diversa. Centros gastronômicos incluem os restaurantes de Bangladesh em Brick Lane e os restaurantes de comida chinesa de Chinatown.
A cidade sedia uma grande variedade de eventos anuais, como a relativamente nova Parada do Dia de Ano Novo, a queima de fogos de artifício na London Eye, o Carnaval de Notting Hill é a segunda maior festa de rua do mundo e é realizado anualmente, durante o final de agosto. Entre os desfiles tradicionais da cidade estão o Lord Mayor's Show em novembro, um evento secular celebrando o encontro anual de um novo Lord Mayor para Londres, e o Trooping the Colour, um desfile militar formal realizado por regimentos da Commonwealth e por exércitos britânicos para comemorar o Aniversário da Rainha.

### Literatura, cinema e televisão

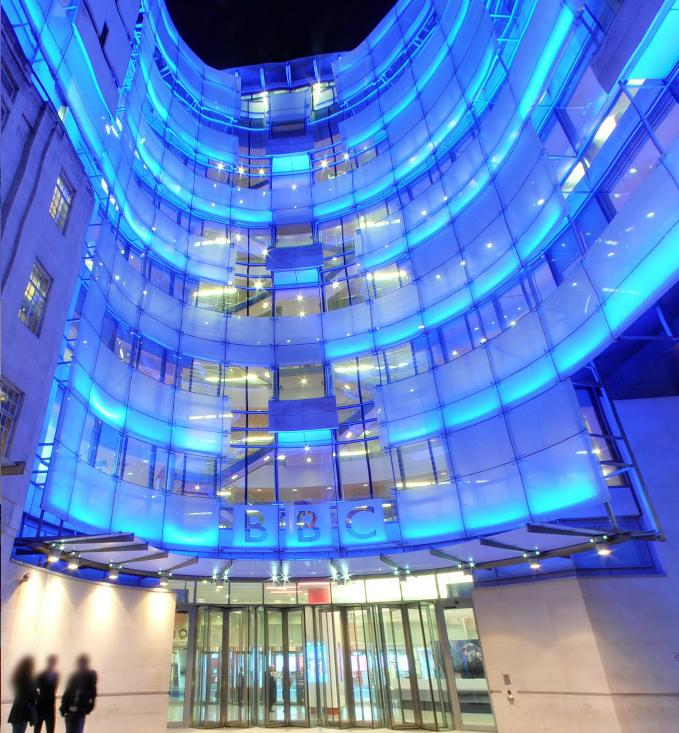
Broadcasting House, a sede da BBC em Langham Place

Londres foi o cenário de muitas obras de literatura. Os centros literários mais tradicionais da cidade são Hampstead (desde o início do século XX) e Bloomsbury. Entre os escritores intimamente associados à cidade estão Samuel Pepys, conhecido por seu testemunho do Grande Incêndio de 1666; Charles Dickens, cuja representação de uma Londres coberta por nevoeiros, neve e sujeira, de ruas repletas de varredores de rua e batedores de carteira, foi uma grande influência sobre a visão popular sobre a cidade no início da era vitoriana; e Virginia Woolf, considerada como uma das principais figuras literárias modernistas do século XX.
Os peregrinos de Os Contos da Cantuária, obra de Geoffrey Chaucer do final do século XIV, partiram da Cantuária, em Londres — mais especificamente, a partir de Southwark. William Shakespeare passou grande parte de sua vida vivendo e trabalhando na cidade, enquanto seu contemporâneo, Ben Jonson, morou em Londres e alguns de seus trabalhos, mais notavelmente a peça teatral The Alchemist, se passam na cidade. A obra A Journal of the Plague Year (1722), de Daniel Defoe, é uma ficção sobre os acontecimentos da Grande Praga de 1665. Posteriormente, entre as representações mais importantes da cidade de Londres entre os séculos XIX e XX, estão os romances de Dickens e as histórias de Sherlock Holmes, de Arthur Conan Doyle. Entre os escritores modernos que foram difusamente influenciados pela cidade estão Peter Ackroyd, autor de uma "biografia" da cidade, e Iain Sinclair, que escreve no gênero de psicogeografia.
Londres tem desempenhado um papel importante na indústria cinematográfica e sedia grandes estúdios em Ealing e centros de efeitos especiais e de pós-produção em Soho. A Working Title Films está sediada na cidade. Londres foi o cenário para filmes como Oliver Twist (1948), Peter Pan (1953), The Ladykillers (1955), The 101 Dalmatians (1961), Mary Poppins (1964), Blow-Up (1966), The Long Good Friday (1980), Secrets and Lies (1996), Notting Hill (1999), Match Point (2005), V for Vendetta (2005) e Sweeney Todd: The Demon Barber Of Fleet Street (2008). Londres é um importante centro de produção de televisão, sediando estúdios como o BBC Television Centre, The Fountain Studios e The London Studios. Muitos programas de televisão também foram criados na cidade, como a popular soap opera EastEnders, transmitida pela BBC desde 1985.

### Música

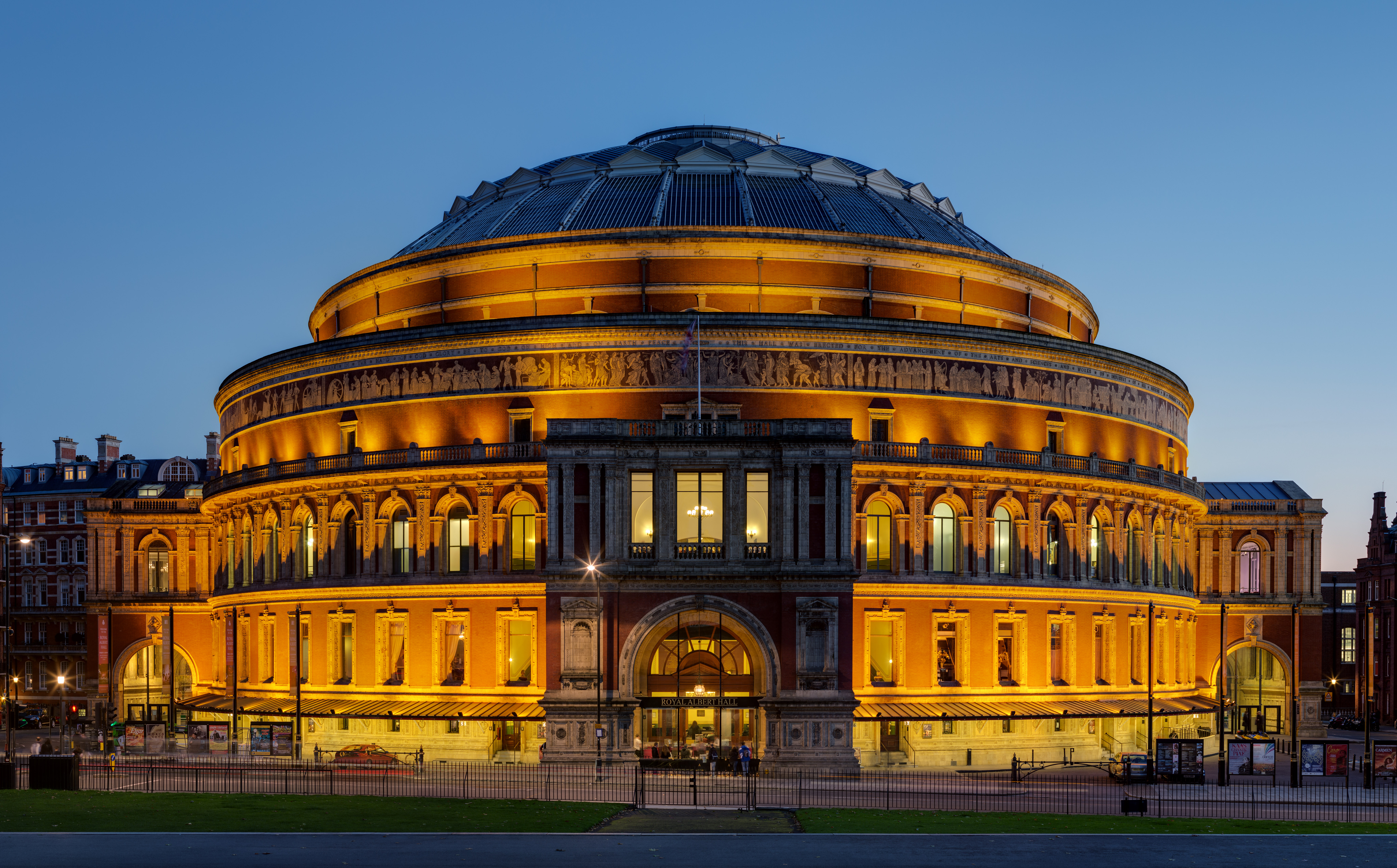
O Royal Albert Hall sedia muitos eventos musicais

Londres é uma das principais capitais da música clássica e popular do mundo e é o lar de grandes corporações musicais, como a EMI, bem como de inúmeras bandas, músicos e profissionais dessa indústria. A cidade também é a sede de muitas orquestras e salas de concerto, como o Barbican Centre (base principal da Orquestra Sinfônica de Londres), o Cadogan Hall (da Orquestra Filarmônica Real) e o Royal Albert Hall (The Proms). As duas principais casas de ópera da cidade são a Royal Opera House e o London Coliseum. O maior órgão de tubos do Reino Unido está localizado no Royal Albert Hall. Outros instrumentos importantes são encontrados nas grandes catedrais e igrejas londrinas. Vários conservatórios estão localizados dentro da cidade: Royal Academy of Music, Royal College of Music, Guildhall School of Music and Drama e Trinity College of Music.

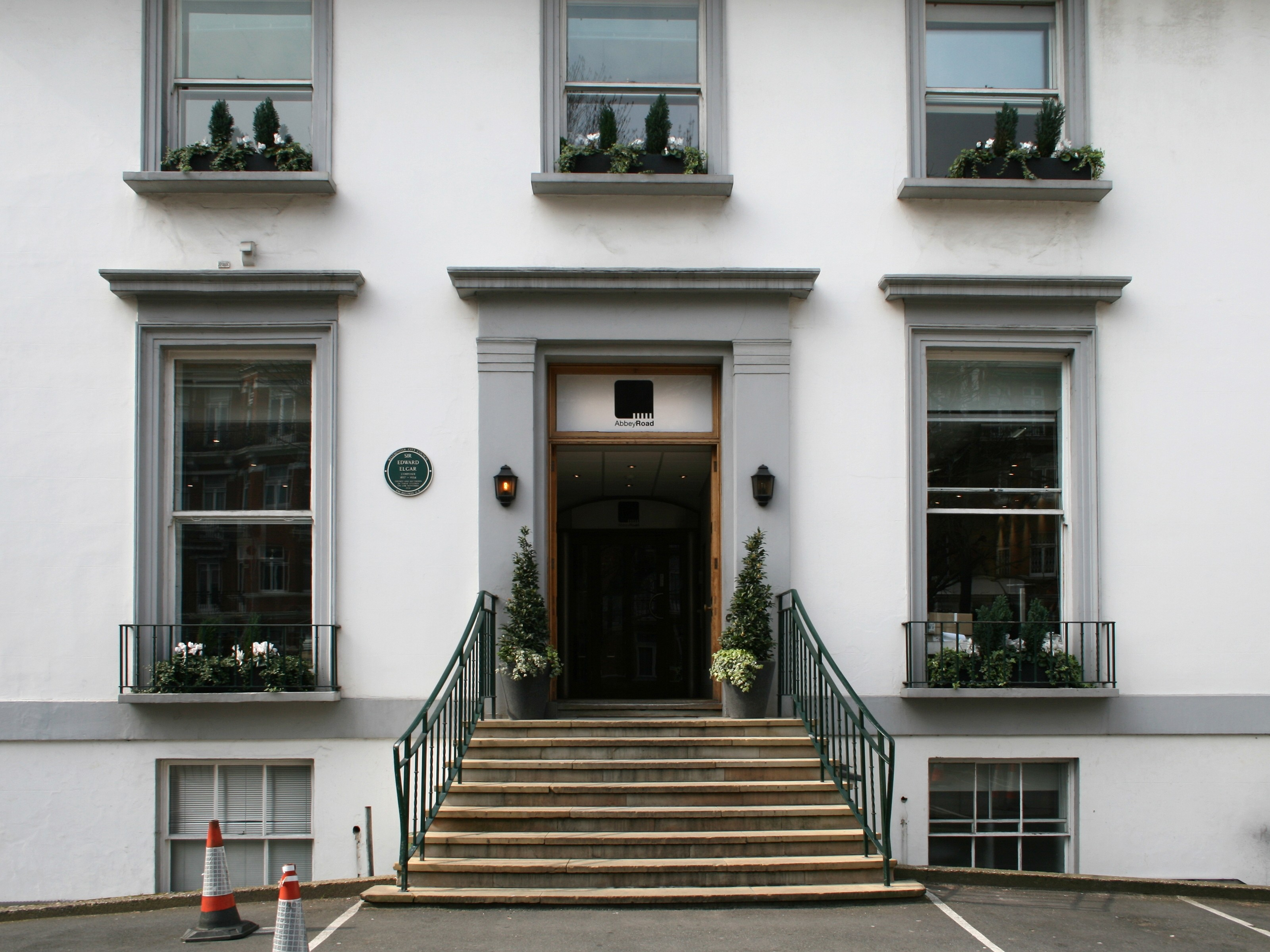
Abbey Road Studios, na Cidade de Westminster

Londres tem inúmeros locais para espetáculos de rock e pop, como as grandes arenas de Earls Court, Wembley Arena e a O2 Arena, assim como muitos locais de médio porte, como Brixton Academy, Hammersmith Apollo e Shepherds Bush Empire. Vários festivais de música, como o Wireless Festival, são realizados em Londres. A cidade abriga o primeiro e original Hard Rock Cafe e os estúdios Abbey Road, onde os Beatles gravaram muitos de suas principais canções. Nos anos de 1970 e 1980, músicos e grupos como Elton John, David Bowie, Queen, Elvis Costello, Cat Stevens, Ian Dury and the Blockheads, The Kinks, Pink Floyd, The Rolling Stones, The Who, Electric Light Orchestra, Madness, The Jam, The Small Faces, Led Zeppelin, Iron Maiden, Fleetwood Mac, The Police, The Cure, Cream, Phil Collins e Sade, conquistaram fama mundial inspirando suas músicas nas ruas e ritmos de Londres.
A cidade foi fundamental para o desenvolvimento da música punk, sendo que figuras como Sex Pistols, The Clash, e Vivienne Westwood estavam baseadas na cidade. Entre os artistas mais recentes a emergir da cena musical de Londres estão George Michael, Bananarama, Bush, East 17, Siouxsie and the Banshees, Spice Girls, Jamiroquai, Blur, The Prodigy, The Libertines, Babyshambles, Bloc Party, Mumford & Sons, One Direction, Coldplay, Amy Winehouse e Adele. Londres também é um centro da música urbana. Em particular, gêneros musicais como UK Garage, drum and bass, dubstep e grime evoluíram na cidade a partir dos gêneros estrangeiros hip hop e reggae, ao lado do drum and bass local.

### Museus e galerias de arte

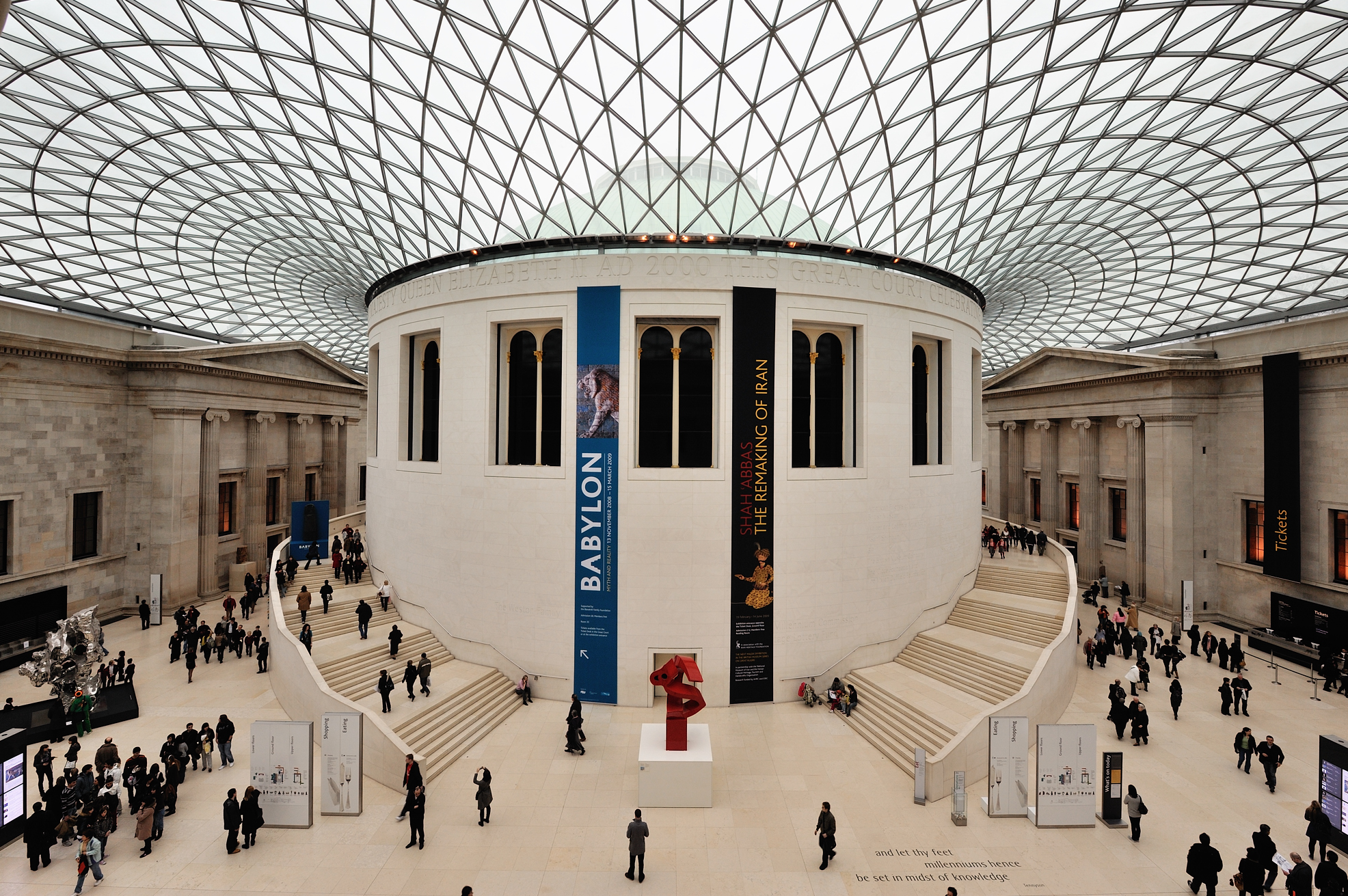
Domo no interior do Museu Britânico, um dos mais antigos e visitados da cidade

Londres é o lar de muitos museus, galerias de arte e outras instituições, que são as principais atrações turísticas e também desempenham um importante papel de pesquisa. O Museu de História Natural (Biologia e Geologia), Museu de Ciências e Victoria and Albert Museum (moda e design) estão agrupados no "bairro museu" de South Kensington, embora as casas do Museu Britânico abriguem artefatos históricos de todo o mundo. A Biblioteca Britânica é a biblioteca nacional do Reino Unido, abrigando mais de 150 milhões de itens. A cidade também abriga extensas coleções de arte, principalmente na National Gallery, Tate Britain, Tate Modern. e do Instituto Courtauld de Arte.
A cidade abriga cerca de 240 museus, mas o governo publica números de visitantes apenas de suas próprias instituições. A maioria dos museus financiados pelo governo parou de cobrar taxas de visitação em 2001 e, embora isto tenha sido desafiado em 2007, ainda continua em vigor. Após a remoção de taxas, a visitação aos museus de Londres aumentou, com uma grande percentagem dos 42 milhões de visitantes anuais em todo o país.

O primeiro museu a ser estabelecido foi o Museu Britânico, em Bloomsbury, em 1753. Originalmente contendo antiguidades, espécimes de história natural e da Biblioteca Nacional, o museu tem agora 7 milhões de artefatos de todo o mundo. Em 1824, a National Gallery foi fundada para abrigar a coleção nacional britânica de pinturas ocidentais e agora ocupa uma posição de destaque na Trafalgar Square. Na segunda metade do século XIX a região de South Kensington desenvolveu-se como "Albertopolis" (em referência ao Príncipe Alberto), um bairro cultural e científico. Três principais museus nacionais estão localizados lá: o Victoria and Albert Museum (para as artes aplicadas), o Museu de História Natural de Londres e o Museu da Ciência. A galeria nacional de arte britânica está no Tate Britain, originalmente criado como um anexo da National Gallery em 1897. A Tate Gallery, como era conhecida anteriormente, também se tornou um importante centro de arte moderna, em 2000 transformou-se na Tate Modern, uma nova galeria alojada na antiga estação elétrica de Bankside.

### Esportes

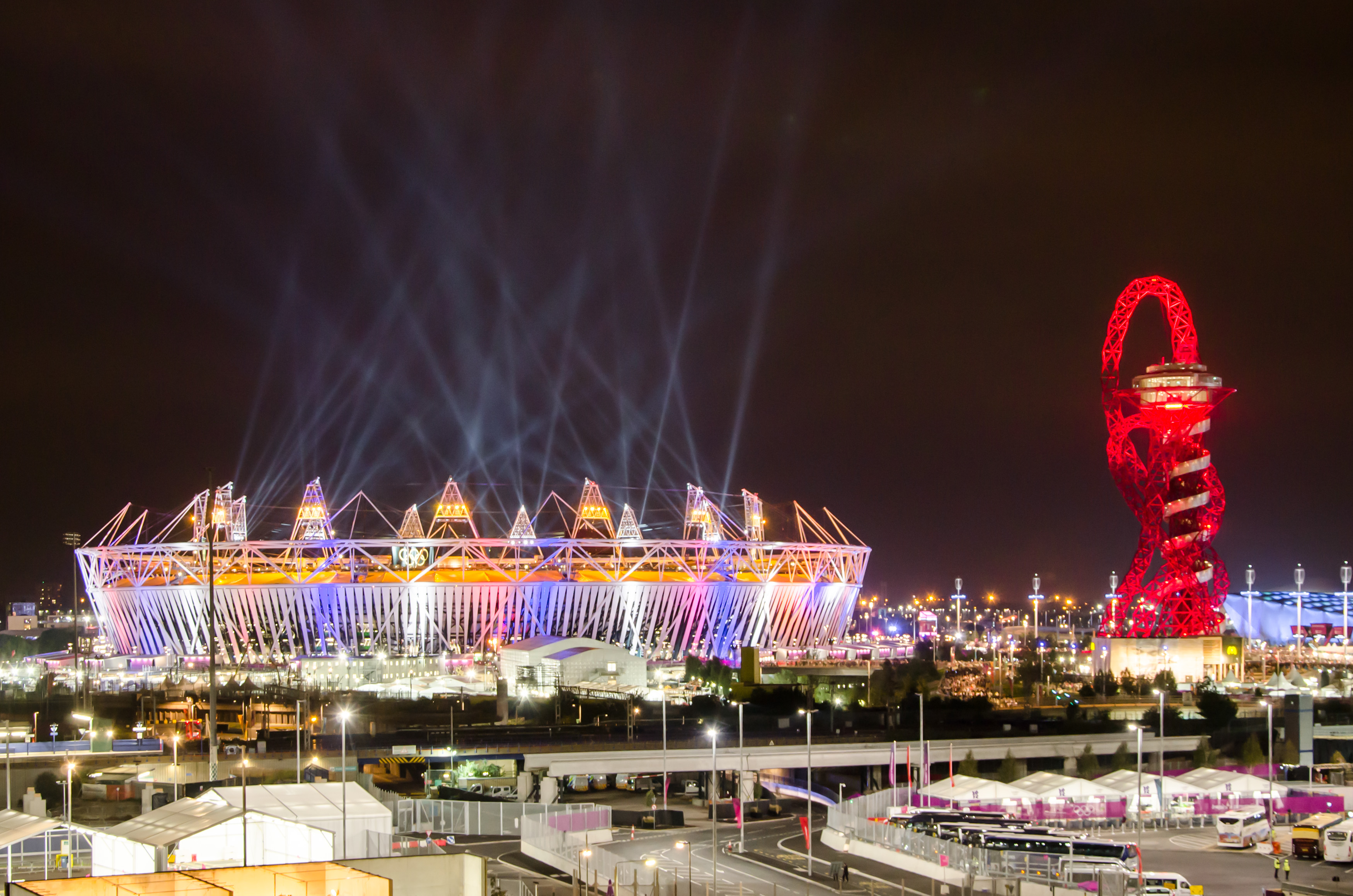
Vista do Estádio Olímpico durante a cerimônia de abertura dos Jogos Olímpicos de Verão de 2012

A cidade de Londres sediou os Jogos Olímpicos em três ocasiões: 1908, 1948 e 2012. A capital britânica foi escolhida em julho de 2005 para sediar os Jogos Olímpicos e Paraolímpicos de 2012, tornando-se a primeira cidade a sediar os jogos olímpicos modernos três vezes. Londres também foi a anfitriã dos Jogos do Império Britânico de 1934 e irá sediar o Campeonato Mundial de Atletismo de 2017.
O esporte mais popular de Londres é o futebol e a cidade tem quatorze clubes de futebol na Football League, incluindo seis na Premier League: Arsenal, Chelsea, Fulham, Crystal Palace, Queens Park Rangers, Tottenham Hotspur e West Ham United. Em maio de 2012, o Chelsea se tornou o primeiro clube de Londres a vencer a Liga dos Campeões da UEFA.
A cidade também tem cinco equipes de rugby na Aviva Premiership (London Irish, Saracens, London Wasps, London Welsh e Harlequins), embora apenas os Harlequins e os Saracens joguem em Londres (todos os outros três agora jogar fora da Grande Londres). Outra equipe profissional de rugby union da cidade é a London Scottish F.C., que joga na cidade. Londres tem outros clubes de rugby muito tradicionais, como Richmond F.C., Rosslyn Park F.C., Westcombe Park Rugby F.C. e Blackheath F.C Há três clubes profissionais da rugby league em Londres: London Broncos, que joga na Super League, London Skolars e Hemel Stags.

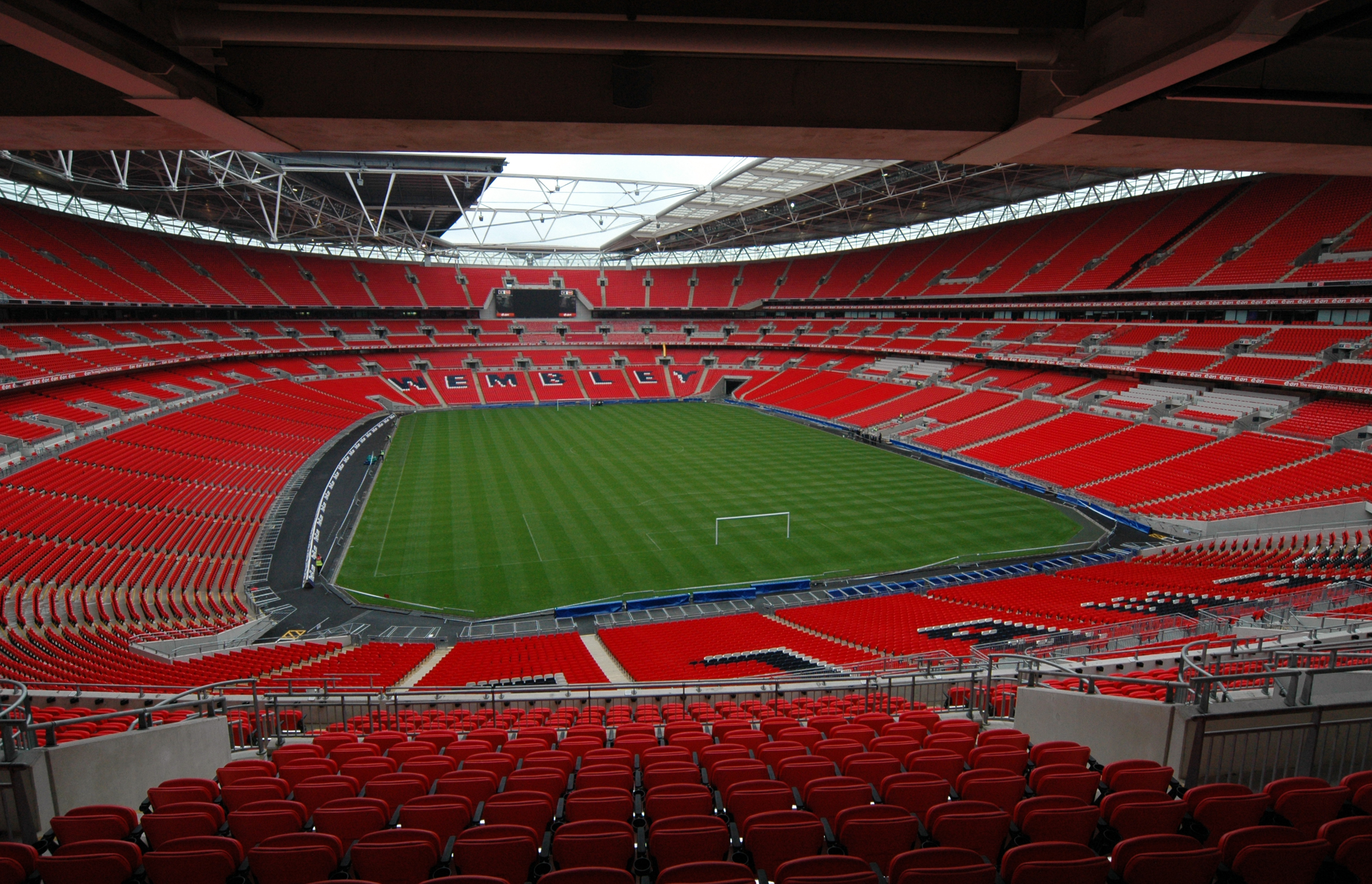
Interior do Estádio de Wembley

Em 1924, o Estádio Wembley original tornou-se a casa da seleção nacional de futebol e serviu como palco para a final da Copa da Inglaterra, bem como do Challenge Cup da rugby league. O novo estádio de Wembley serve exatamente para os mesmos fins e tem capacidade para noventa mil torcedores. O Estádio de Twickenham, na região sudoeste da cidade, é o estádio nacional de rugby e tem capacidade 84 mil pessoas.
O críquete em Londres é servido por dois estádios, o Lord's Cricket Stadium (casa do Middlesex C.C.C.) e o The Oval (casa do Surrey C.C.C.), em Kennington. O Lord's já recebeu quatro finais da Copa do Mundo de Críquete. Uma das mais conhecidas competições esportivas anuais da cidade é o Torneio de Wimbledon, realizado pelo All England Club no subúrbio de Wimbledon.
Outros eventos periódicos importantes são a Maratona de Londres, que recebe cerca de 35 mil corredores que tentam percorrer os 42,2 km do percurso ao redor da cidade, e a Regata Oxford-Cambridge no rio Tâmisa, entre Putney e Mortlake.